# 航空母舰
航空母艦（常簡稱為航母、航艦、空母，美規常用代號為CV+其他字母以分類）是一種以搭載艦載機為主要武器的军舰，相當於海上的機動軍用機場，艦體通常擁有供固定翼飞机起降的巨大飛行甲板、座落於左右其中一側的艦島、甲板下方的機庫。航艦是航空母艦戰鬥群的核心，艦隊中的其它舰艇为其提供保護、供給，而航母則通过舰载机为整个舰队提供制空权、超视距空袭的能力。航空母艦是目前最大的武器系统，发展至今已是現代蓝水海军不可或缺的武器平台，也是海戰最重要的作戰艦艇之一。
航空母艦起源於第一次世界大战期間飛機作戰能力實用化後的影響，在各國航空技術進步、進而使陸基飛機有能力攻擊地面目標的同時，海軍亦用飛機來進行偵查與攻擊敵軍偵察機，因此出現專門供水上飛機整備與其他雙翼機起飛的水上飛機母艦。一戰後，各大海軍強國主要仍維持著崇尚排水量大、裝載大口徑艦砲的重甲軍艦（特别是战列舰）的大艦巨砲主義，但即使如此還是有不少軍事理論家提倡將飛機用於攻擊軍艦的作法，因此研製出多種形式的航空母艦、奠定未來海空兵力的發展。第二次世界大战爆發後，航艦的重要性日益浮現，特別是太平洋戰爭中，在珍珠港事件、馬來亞海戰的結果中顯示，大型軍艦在飛機的空中攻擊下十分脆弱，大艦巨砲主義也因此走向終結，到了戰爭後期各國不但趕緊將許多艦船改裝成臨時航母之外，還出現如菲律賓海海戰此類的航艦大戰。

二戰結束後，航空母艦的地位一度因為核武器的出現而產生爭議與討論，特別是在受到核攻擊下的生存能力，但到了朝鲜战争後又恢復了其在常规战争中的重要性，世界形成以美國為首的航艦武力對抗苏联水面艦艇部隊的格局，航空母艦更是參與了世界各地的局部衝突與代理戰爭。冷戰結束後，目前僅美國、中国、英國、印度、法国、意大利、俄罗斯、泰國共8國擁有航空母艦，其中美國海軍更擁有世界上全部已服役航母總數的一半，而且全部是排水量超过10万吨的超级航空母舰。

## 歷史

### 一戰與戰間期：啟蒙與摸索
航空母艦的歷史與飛機歷史近乎相同地悠久，在萊特兄弟於1903年發明飛機後短短7年，法國人亨利·法布爾製造出了世界上第一種水上飛機，令飛機的起降範圍自陸地延伸至海上:16。1910年11月14日，美國飛行員尤金·埃利於停泊在港內的伯明翰號輕巡洋艦的木質甲板上駕駛柯蒂斯D式雙翼機，成功離艦起飛，並在两個月後的1911年1月18日，成功降落到賓夕法尼亞號巡洋艦上，創下人類首次於軍艦上起降飛機的紀錄:18-20。各國對未來空中力量抱有遠見眼光的人士以各種方式促使軍方建立海軍航空兵，如美國的格倫·柯蒂斯，該人甚至進行了一場公開試驗，親自駕駛飛機投擲武器攻擊港內停泊的靶船:4。然而，受限於當時各國海軍的建造配有大口徑火砲軍艦「無畏艦」的軍備競賽，建設海軍航空兵仍算是非常前衛的思想。雖然如此，水上飛機的發明仍受到各國海軍的矚目，其中尤其是英國，建造了第一種專門整備水上飛機的艦船—「競技神號」水上飛機母艦，並在1912年5月成立了世界上第一支海軍航空兵，日本、意大利、德國、俄國也隨之跟進發展水上飛機母艦。水上飛機為航空母艦的濫觴，在其誕生後不久，世界即發生了第一次世界大戰，英國是唯一將其使用於海上作戰的國家，並在傳統大規模戰艦決戰的日德蘭海戰後，提出水上偵察機有助戰局發展的意見，並要搭配保護它的戰鬥機，因此，不能再只使用沒有飛行甲板、無法供戰鬥機起飛的水上飛機母艦，必須重新設計另一種新軍艦，這即是後來的航空母艦。

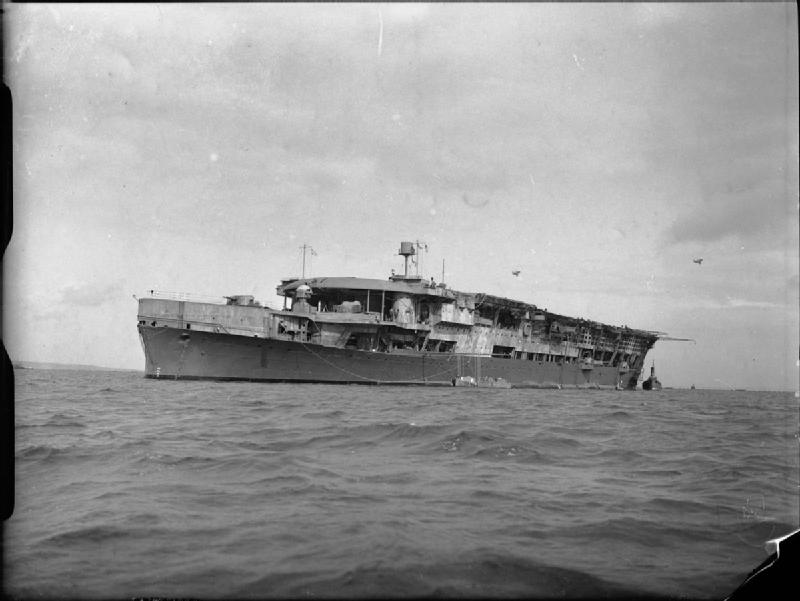
暴怒號航空母艦，是航艦發展史中啟蒙時期的代表，經歷數次實驗性的改裝。

英國「大艦隊」總司令戴維·貝蒂下令將「光榮級」戰鬥巡洋艦「暴怒號」加裝大型飛行甲板、改裝成航空母艦:51，做了一系列的試驗，還在1918年7月實施了人類歷史上首次的航空母艦空襲行動，7架戰機從該艦起飛破壞了德國位於岑訥的空軍基地并摧毀了德國2艘齊柏林飛艇。「暴怒號」的外型猶如巡洋艦與航空母艦的結合體（類似原始的航空巡洋艦），前方多座艦砲砲塔，後方則是長直的甲板，艦載機起飛並不成問題，但降落時會受到上層建築氣流影響而十分危險。為了解決此一問題，原先另一艘要建造為航空母艦的遠洋郵輪「羅索伯爵號」（Conte Rosso）被下令改裝去除掉所有上層建築，變成「全通式」甲板，而後被命名為「百眼巨人號」:81。1923年，英國建造了「競技神號」，其為第一艘專為航空母艦來設計的船艦:13，擁有許多現代航艦的特點：全通式甲板、封閉式艦首以及位於右舷的島式上層建築。在此時期，世界另一邊的日本與美國也擁有了航空母艦，前者的第一艘航艦—鳳翔號，是世界上第一艘服役、專為航空母艦來設計的船艦（原因是競技神號工程進度緩慢，導致較晚開工建造的鳳翔號較早下水完成:9）；後者的第一艘航艦則是由「朱比特號」運煤船改裝而成，被命名為「蘭利號」，同樣擁有全通式甲板。美國海軍在蘭利號上發展許多新技術，如彈射器、降落指揮官制度、阻攔網等皆是。各國摸索出航空母艦的基本形式後，於1936年《華盛頓海軍條約》期滿失效之際，海軍列強又展開了新一輪軍備競賽，英、美、日三國接連建造了一系列的主力航艦—艦隊航空母艦。在艦載機技術上，日本與美國發展蓬勃，反而英國因為軍種惡性競爭（海軍航空兵的飛機與飛行員皆由英國皇家空軍所提供）而發展遲緩，為三者中最落後者。歐洲其他大國，如義大利、蘇聯受限於海軍思想的不同而未有發展航艦，前者憑藉其地中海位置的優勢而認為沒有必要特地建造海上的移動機場，後者則因為其內戰結束不久、海軍力量不強而將其作戰範圍設限於近海；至於法國的海軍航空兵發展遲緩，仍以戰艦和戰鬥巡洋艦為海軍主力，僅改裝一艘改裝自戰艦的「貝亞恩號」航空母艦，額外的造艦計畫而後中斷。

### 二次大戰：蓬勃發展

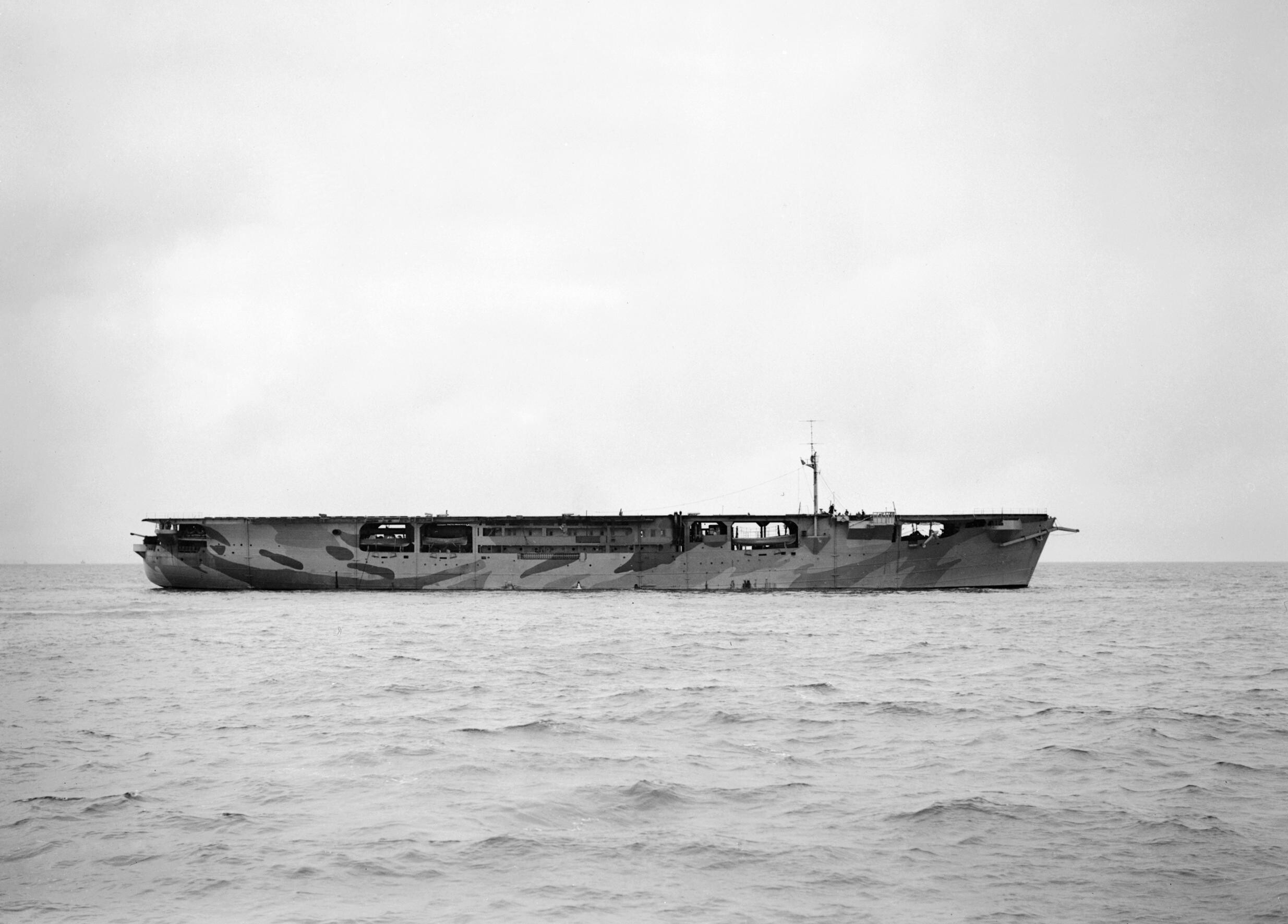
世界上第一種護航航空母艦—大膽號護航航空母艦，英美兩國建造大量的護衛航艦，在大西洋戰役中擊敗了德國海軍潛艇艦隊。

第二次世界大戰期間，在歐洲方面一共有4個國家分別興建，操作或者是企圖改裝為航艦：德國、法國、意大利和英國。其中只有英國具有較大規模的航艦艦隊與實際戰果。
1935年，希特勒宣布德國將會興建航空母艦以增強德國海軍的實力，隔年兩艘航艦的龍骨在造船廠安置。在1938年公開的造艦计划—Z計畫中，德國海軍預計在1945年以前興建4艘航空母艦，但是1939年時將數量減為兩艘。1939年9月，第二次世界大戰爆發，德國迅速地打敗了波蘭與法國，但是戰爭開始之後資源需求龐大，而德國在戰前就已經面臨資源缺乏的狀況，使得德軍的航艦計畫遂而推延。面對久戰不下的英國，德國改採取潛艇攻擊英國海上貿易線，封鎖其戰爭物資。戰爭初期英國商船隊損失慘重，在意大利參戰後，英軍航艦兵力也隨之分散到地中海與大西洋。經過幾度挫折後，英國海軍的航空母艦逐漸凸顯其作用，在1940年11月突襲義大利塔蘭托港、1941年5月圍攻德國戰艦俾斯麥號和1942年8月援救馬爾他島的「支座行動」中均有傑出的表現，其中尤以塔蘭托的作戰中，英軍憑著20多架魚雷機突襲，即獲得三艘義大利戰艦喪失作戰能力的巨大成果。歐洲戰場中，由於僅有英國海軍擁有強大的航艦兵力，故航艦涉入的海戰主要是德意兩國的岸基飛機與其交手。到二戰中期時，英美兩國大量建造了成本低廉的「護航航空母艦」以及「商船航空母艦」，以其搭載少量飛機即可達到威脅德軍潛艇之效，最終令盟軍於大西洋的潛艇戰中獲得了勝利。法國的貝亞恩號於大戰期間則都是在半封存的狀態下，1944年美國將這艘船運回美國本土再度改裝，這一次則是改為一艘運輸艦，完成之後交給法國操作。

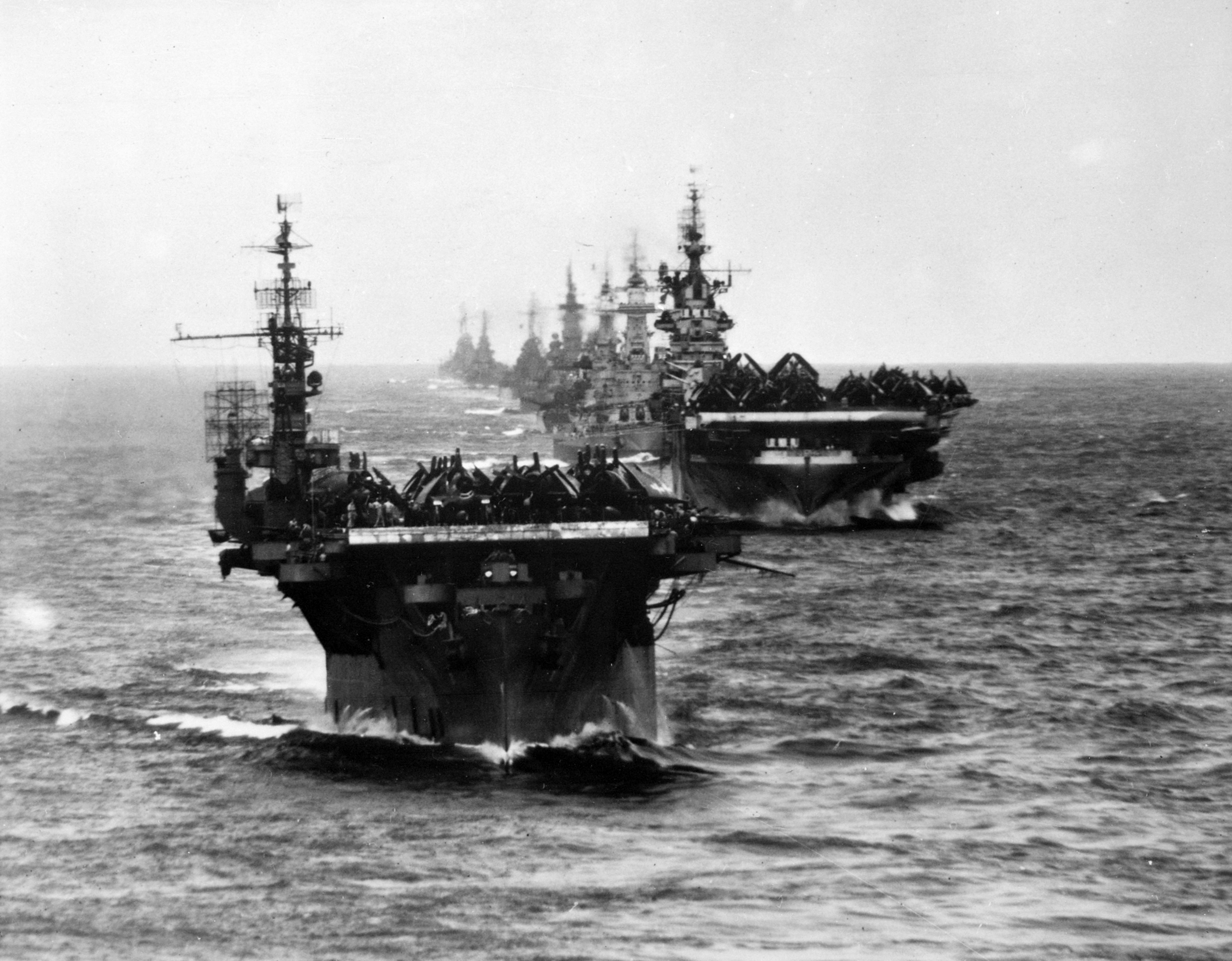
二戰時的美軍艾塞克斯級航空母艦戰鬥群。航空母艦於二戰中蓬勃發展，空中力量成為了戰場的新主宰。

在地球的另一邊，太平洋則出現了海軍史上最激烈的海空大戰，交手的美軍與日軍皆擁有強大的航艦艦隊。1941年，日本帝國決定與英美荷三國開戰。鑑於塔蘭托的例子，日本帝國海軍設計了偷襲美國珍珠港的行動，這是首次大規模集中使用航艦武力的作戰，於1941年12月7日實施。日軍共將派出6艘航艦、353架艦載機對港內的美軍艦隊施行轟炸，最終美軍太平洋艦隊有18艘水面艦艇受到攻擊而重創或者是損失，其中兩艘戰艦受損過重沉沒或者是無法修復。雖然日本海軍航空兵在本次行動中表現了近乎完美的對艦攻擊，但由於美軍港內並未停泊航艦，使得日軍雖然達成牽制美國太平洋艦隊的目標，但是未能重創其海軍航空兵力，實際上僅是終結了各國海軍一度崇尚的大艦巨砲主義，往後航空母艦將取代戰艦成為海戰中決定勝負的關鍵:306。在1942年初的日軍接連攻勢中，航空母艦與飛機展現了強大的對艦打擊能力。馬來亞海戰中，英國兩艘戰艦與戰鬥巡洋艦在缺乏空中武力保護的情況下出航，立刻被日軍88架陸基飛機擊沉，後者僅損失6架飛機；印度洋空襲行動中，日軍再度集中航艦對英軍駐於錫蘭港內的艦隊施以空襲，將英國海軍戰力暫時性地自太平洋驅逐。
不久，美軍憑藉航空母艦逐漸扭轉了日美兩國的海軍情勢。
1942年5月，發生了首次航空母艦間的戰鬥—珊瑚海海戰，雙方的船艦皆在彼此艦員視距外，全憑艦載機進行攻擊與防禦:148；同年6月，中太平洋爆發的中途島海戰是航艦間首度的大規模會戰。此會戰的關鍵時刻中, 日本航艦的艦載機當時正在進行彈藥換裝作業，加上損害管制能力不足，因此大部分參與此戰役的日軍航母在美軍轟炸機突襲之下被一舉擊沉。此後，日軍於太平洋發動攻勢的能力即大為減弱。1942年8月，日本再於南太平洋損失大量海軍飛行員，美軍在此期間爭取到其將全國工業能力投入戰爭生產的時間，一批批新式航艦下水服役、大量訓練完的飛行員進入前線服役，而日軍在人員與航艦的損失均大於補充。最後，1944年6月與10月的菲律賓海海戰、雷伊泰灣海戰更是將日軍航艦與飛行員消耗殆盡，除了自殺式飛機外，沒有方法阻擋美國海軍向其本土進逼，美國航艦戰鬥群發揮了摧毀敵人海軍以及封鎖海上通商線的強大能力，進而促使日本最後的投降。
二次大戰航艦使用方式蓬勃發展，在起降、傷害管制和攻擊方式方面皆有極大的突破，並於實戰中充分獲得使用之經驗。

### 冷戰時期：超級航艦與輕型航艦

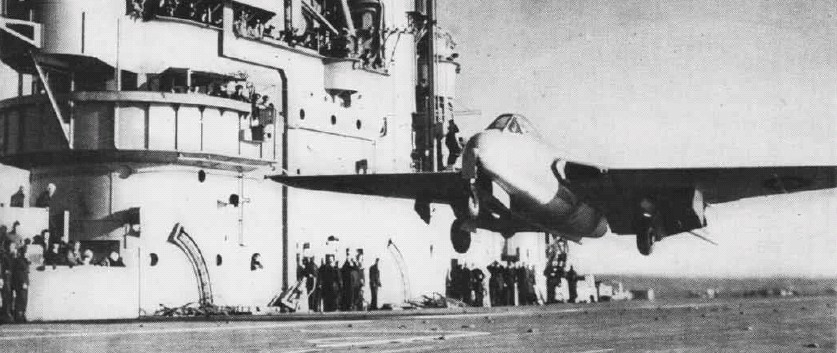
1945年12月3日，一架「吸血鬼式」戰鬥機於「海洋號航空母艦」航空母艦上降落，為歷史上第一次的噴射飛機降落於航空母艦上的紀錄。

二次大戰後，各國海軍皆無實力可挑戰美國海軍的航艦部隊，當時其數量即為全世界其他国家航艦總和之數倍，相關科技與使用經驗也最為豐富。軸心國戰敗與核武器的出現而促使美國將大量航艦封存，其中不乏為新造艦隻。當時不僅美國、世界也流傳核武器改變海軍本質的觀點，認為戰爭將決勝於空軍轟炸機投擲的核武器，耗费巨资所建立的航艦部隊將會瞬間被消滅。除了核武器外，噴射飛機開始普及，令艦載機體積與重量大幅增加，因此美國開始著手設計巨型的航空母艦，為日後「超級航空母艦」標準之前身。在此時期，受到了核武優勢論的影響，美國海軍計劃運用大型航母上的艦載轟炸機來投射核武，最終開始研製航艦「美國號」，然而新成立的美國空軍亦堅持戰略轟炸機的決定性，最終在會議中航艦方辯論失敗，美國號計畫也流產。
雖然二戰後航空母艦的地位一度降到了最低點，但隨後於1950年6月爆發的韓戰，大量的噴射艦載機以其為基地投入戰爭，令航母的重要性又受到了重新的評價，也讓直升機有了新的發揮空間。這個時期，英國研製出諸多航空母艦設計新技術——光學助降裝置、蒸氣彈射器與斜角飛行甲板，成為日後大型航艦的典範，美國海軍也結合上述技術特徵建造了福萊斯特級航空母艦。此外，隨著鸚鵡螺號核動力潛艇的核動力軍艦試驗的成功，美國海軍也開始於航艦上使用核動力，第一艘核動力航艦「企業號」便於1960年下水服役。60年代初期，美國服役了第一批弹道导弹潜艇，美國海軍不需要航艦繼續維持對預先設定的目標進行核子武器的攻擊計畫，因此在1976年不再將航艦列入《單一整合作戰計畫》中，而是擔任核打擊任務的預備部隊:226。同時美軍也為了因應蘇軍潛艇的威脅，將大批的舊式艾塞克斯級改裝為「反潛航空母艦」:149-150。隨著世界核技術的進步，核能艦艇的建造成本逐年下降，經過慎重考慮後，美國自1975年起開始建造新設計的「尼米茲級」航母，以替換大量舊式航母；隨後30年，各艘尼米茲級航母接連完工服役。儘管每一艘尼米茲級與前一艘相比都有所改良，但基本設計始終不變。

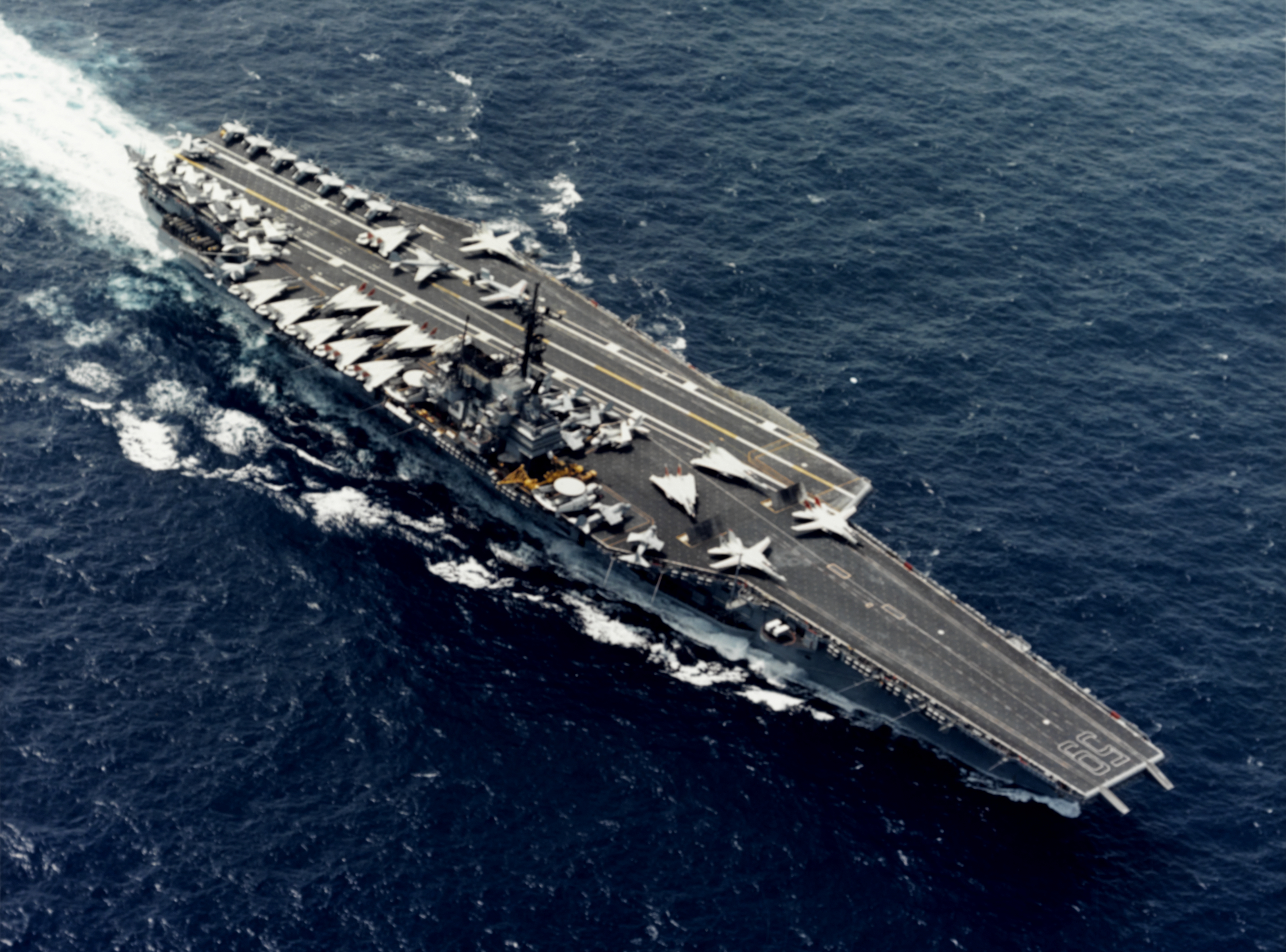
「福萊斯特號航空母艦，為美國最早採用斜角式甲板的航艦，也是世界上第一艘專為噴射飛機起降設計而建造的超級航艦。

美國以外的航艦擁有國——英國與法國，由於經歷二戰和殖民地紛紛獨立而國力大減。英國將航艦大量賣給其他中小型國家，這些舊式航艦本身於二戰期間趕著建造，其設計到了1950年代早已無法應付噴射艦載機的需求，很快就從他國中退役。由於國防預算不斷地縮減，英國甚至一度想完全放棄建造航空母艦:241，只有為因應蘇聯潛艇威脅與護航所需而建造了三艘輕型的「無敵級」航空母艦。無敵級其採用新式的「滑跳甲板」技術，並搭載垂直/短程起降戰鬥機與直升機作為主要戰力，在1982年與阿根廷所爆發的福克蘭群島戰爭中，儘管無敵級因為沒有搭載預警機而造成英軍船艦的損失，還是證明了其存在價值，在阿根廷空軍戰機作戰半徑的邊緣，為整個艦隊提供部分保護:326。無敵級日後影響了其他中小型、資源與成本較少的國家來發展類似的輕型航艦，包括義大利、西班牙與泰國，同樣建造了設有滑跳式甲板，也以直升機和垂直/短程起降機為艦載機的航艦。法國則在二戰後從英國與美國租借輕型航艦，將其投入於法越战争中，而後於1950年代研製了兩艘「克里孟梭級」中型航艦。
至於美國於冷戰的主要競爭對手——蘇聯的航艦發展之路較為複雜。蘇聯領導人尼基塔·赫魯雪夫執著於飛彈與核子武器，對航艦抱持鄙夷態度並抵制其發展，一直到美軍將核打擊任務交付潛艇後，才發展艦載反潛直升機的軍艦。到了1964年古巴飛彈危機後，赫魯雪夫才真正正視航艦的價值，結合先前海軍內部暗中研究出的設計，建造了「基輔級」航空母艦。基輔級除了搭載垂直起降戰機與反潛直升機外，本身還有強大的對空、對潛、對艦武裝，但與西方國家的航艦相比，也只能說是重型载机巡洋舰。蘇聯較為正規的航艦一直到1991年才出現，是為「庫茲涅佐夫級」，採用大型滑跳式甲板，仍保有許多飛彈武器，與西方設計思維有所不同。
冷戰期間航空母艦主要參與了世界各地的軍事行動與代理戰爭，包括韓戰、第二次中东战争、越戰、黎巴嫩內戰、第三次印巴戰爭、福克蘭島戰爭、波斯灣戰爭等等，皆展現了其強大的遠洋作戰能力。

### 二十一世紀：各國現役與在建航艦
| 国家   | 服役中 | 建造中 |
| ------ | ------ | ------ |
| 美国   | 11     | 2      |
| 中国   | 2      | 1      |
| 英国   | 2      | 0      |
| 印度   | 2      | 0      |
| 法國   | 1      | 0      |
| 義大利 | 1      | 0      |
| 俄羅斯 | 1      | 0      |
| 泰國   | 1      | 0      |
| 土耳其 | 0      | 1      |
| 總計   | 21     | 4      |

進入二十一世紀至今，世界上擁有航艦的國家包括美國、中国、英國、印度、法國、義大利、俄羅斯、泰國八國，共21艘航艦。
美洲共11艘，全部由美國所擁有，在本世紀完成了最後兩艘「尼米兹級」的建造，自2009年最後一艘「小鷹級」退役後，美國所擁有的航艦全數為核動力的超級航艦，目前正在建造「福特級」以汰换「企業號」和「尼米兹級」，已完成一艘，在建兩艘，規畫最終將在2058年前實現。巴西於上世紀從英國購買的「米勒斯吉拿斯號」在2001年退役，於2000年由前法國「克里孟梭級」「福煦號」退役後收購的「聖保羅號」已在2017年退役。
歐洲共5艘，英國在上世紀建造的三艘「無敵級」退役之後，建造了兩艘「伊莉莎白女王級」。法國於2001年服役了除美國外唯一採用核動力的「戴高樂號」航艦，正在設計「新世代」核動力超級航艦，計畫於2038年取代「戴高樂號」。義大利於上世紀建造的「加里波底號」輕型航艦已於2024年退役，現擁有於2008年服役的「加富爾號」輕型航艦。西班牙上世紀建造的「阿斯圖里亞斯親王號」輕型航艦已於2013年退役。俄羅斯現留有一艘蘇聯時期建造的「庫茲涅佐夫號」，但自2017年來一直處於維修狀態。 
亞洲共5艘，印度從俄羅斯購買了進行了現代化改裝後的「基輔級」「戈爾什科夫號」，命名為「維克拉瑪蒂亞號」於2013年服役，上世紀從英國購買的「維拉特號」已於2017年退役，同時也計畫建造兩艘「維克蘭特級」航艦，目前一號艦「維克蘭特號」已於2022年服役，二號艦「維沙爾號」在設計中。泰國擁有上世紀從西班牙購買的輕型航艦「查克里·納呂貝特號」，但目前僅運行直升機。中國將蘇聯解體後停工的庫茲涅佐夫級第二舰「瓦良格號」進行了續建改裝，於2012年入役命名为「辽宁号」，并以其為基礎建造了改进型「山东舰」於2019年服役，此外還規畫了兩型超級航艦，「福建號」預計於2025年服役，核動力的「004型」也已完成设计 。土耳其正在建造MUGEM級航空母艦。韓國計畫建造CVX級航空母艦。

## 構造

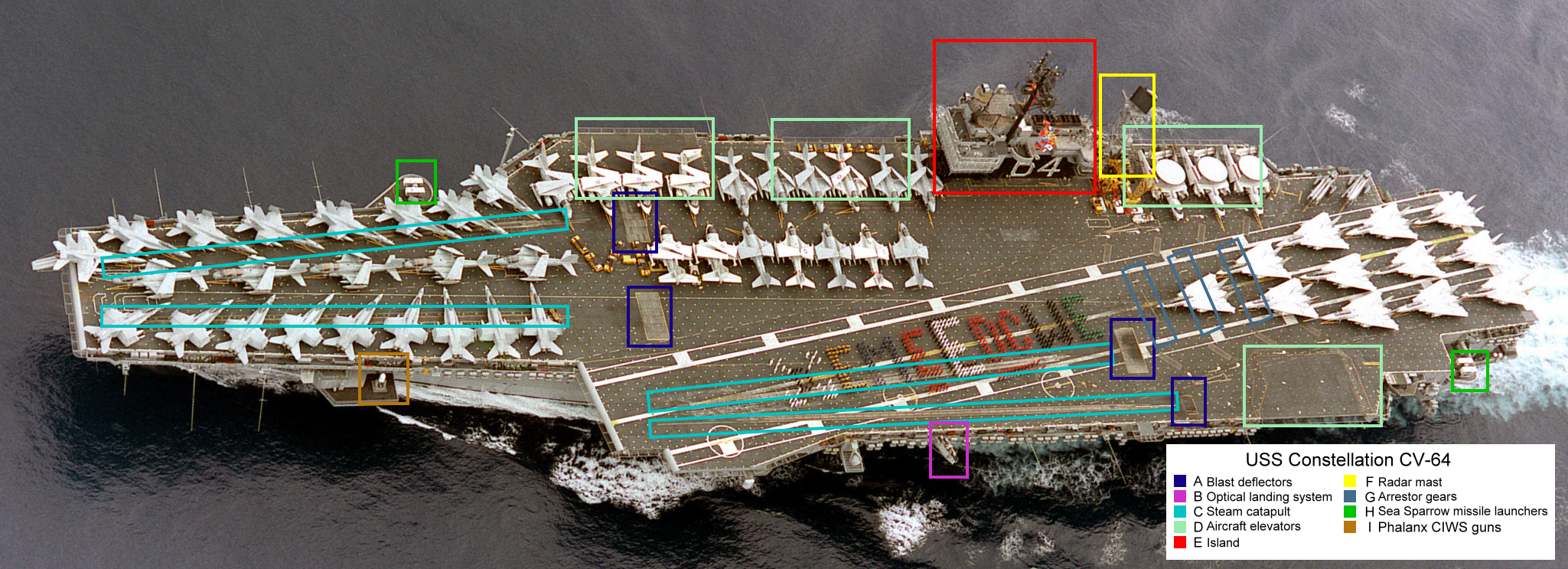
以美國海軍小鷹級星座號航空母艦來說明現代航艦各結構位置：A為噴流擋板；B為光學助降裝置；C為蒸氣彈射器；D為昇降機；E為島式艦橋（艦島）；F為雷達桅；G為降落制動鋼纜；H為八聯裝海麻雀艦對空飛彈；I為方陣近迫武器系統

### 艦體與艦島
現代的航空母艦基本由一具船體上平直的甲板和位於一側島式艦橋（艦島）所構成，甲板下設有廊式夾層，並另有多個水密隔艙、機庫、武器庫和船員住艙，大型航艦的甲板甚至可達6層之多，而艦體側邊則有二到四座昇降機，用於將機庫飛機升起與卸下甲板飛機。艦首則採用封閉式設計，從飛行甲板到船頭皆一體成形:147，以往二戰時期的航艦除了少部份如「列克星敦级」者外，皆是直接於上甲板再鋪上飛行甲板，這種被稱之為「開放式」艦首，有著防空機槍位置設立和起放船錨方便的優點，卻有著強度的問題，像是艾塞克斯級的「大黃蜂號」就於1944年因為颱風而使艦首一帶的飛行甲板嚴重損毀:148（因此後來美軍在戰後設計該級航艦時借照「福萊斯特級」而全面採用封閉式艦首，往後也一直沿用下去:147）由於改用封閉式艦首，起錨裝置由艦首甲板改移到艦內操作:149。自尼米茲級9號艦「雷根號」起，美國航艦艦首下方開始採用球形鼻首來建造，蘇聯基輔級、西班牙阿斯圖里亞斯親王級也採用此設計，據計算最高航速可相差一節，目前已成為航艦的趨勢:318。航艦側舷通常為其供油處，大型的斜角式甲板航艦之舷側甲板下即設有額外的露天甲板進行作業，與補給船隻補充船艦油料與航空燃料；艦尾則為艦載機維修與測試的地區，為開放式。
艦島方面，現代航艦力求其外型簡潔以減少雷達反射截面積，但其中技術非常複雜，發展至今已實現了上層建築的「集結化」，包括多功能相位陣列雷達、封閉式桅杆（AME/S）、電磁輻射系統（MERS）和多功能射頻系統（AMRFS）。早期的全通式航艦因為設計還在摸索階段而有省略過艦島，如英軍的百眼巨人號、暴怒號，但後來發現此規劃對導航與航空管制不利而作罷。目前所有的航艦艦島皆配置於右側，這是源於早期英國設計時基於大多數飛行員於起飛或是進行攻擊時習慣往左彎的關係（這是因為飛行操縱桿為右撇子設計，設置於右側，若要轉彎，飛行員向左拉動遠比向右要來的順手）且飞机降落过程中要逆时针旋转（即左弯）进入环绕母舰的环型航线，在二戰時期大部分戰鬥機追擊轟炸機時亦是由右至左，直到今日也是飛機起飛後向左拐；還有一個重要原因是當時英軍航艦設計前預計使用的「駱駝式」艦載戰鬥機在右轉時因為技術問題，機體會下栽，造成許多新人飛行員罹難:35-36。日本海軍的「飛龍號」即是極少數將艦島配置於左側的航艦之。英國的伊利莎白女王級採则用雙艦島配置於同一側的設計，前段艦島負責航行，後段者則負責飛航管制，兩座艦島皆比單艦島之設計來的低矮。

### 昇降機、機庫與武器庫

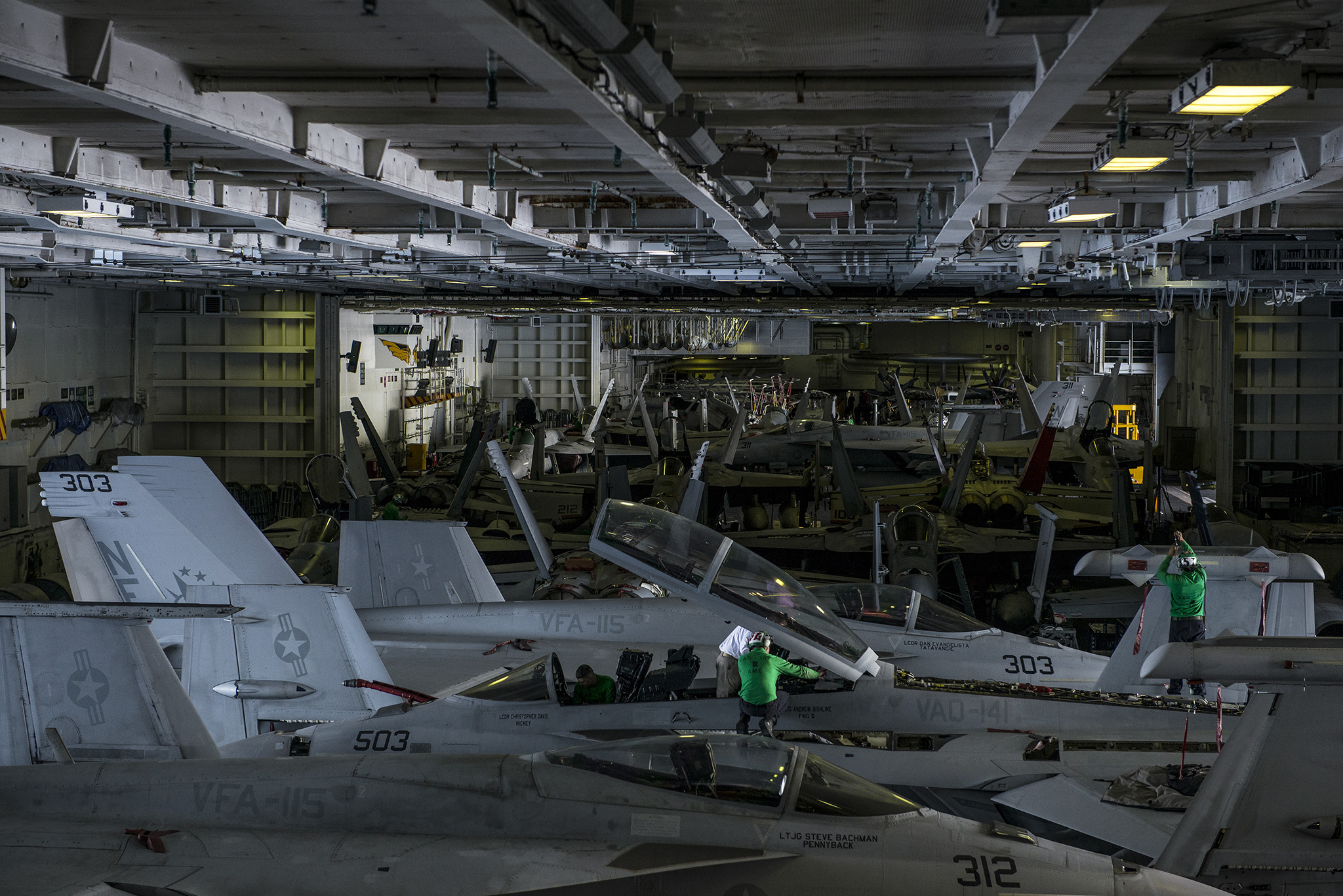
雷根號的機庫

機庫為儲存和整備航空母艦艦載機的地方，有分成「開放式」和「封閉式」兩種。採用開放式結構的航艦艦體為機庫甲板上方再額外建造機庫牆壁、甲板支撐柱等結構，再加上飛行甲板:148。開放式機庫的優點為通風良好、傷害管制佳、炸彈若擊入機庫中爆炸造成的沖擊波會宣洩到外面、結構較輕、容納飛機多以及可依艦載機尺寸作修正:148，航艦自啟蒙時期一直到二戰中期多為開放式。封閉式機庫則為機庫與船體結構整個一體成形，飛行甲板為強化結構。封閉式機庫的優點有防禦力強、結構堅固、核生化防護佳等:148。由於封閉式機庫容易累積易揮發的氣體、受到攻擊或者是意外而著火的艦載機不能直接丟入海中等問題，一度很難被船艦設計師所接受，然而當艦載機噴射化後，航空燃料變得相當安全，加上後來發展的消防滅火與監控裝置協助，這樣的設計因而成為目前的主流。機庫內除了航空飛行聯隊的維修人員外，還有屬於航艦的「飛機中期維修部門」（AIMD），可負責進行較大工程的維修作業:80，並分作「引擎部門」（維修艦載機的引擎）、「綜合部門」（修補破損的機體結構或機翼）、「電子零件部門」（整備精密電子設備，如雷達、感應器）和「救難裝備部門」（維修飛機駕駛員的安全設備）:80，若是美國海軍的航艦，還可在機庫內進行引擎噴射的試驗:80。
昇降機則是將從艦載機自機庫運輸至飛行甲板的裝置，早期配置於全通式甲板的艦身中線的前、中或後方，通常為2至3具，也是甲板上最脆弱的部份，如果昇降機故障或是遭到破壞會導致航艦飛機無法起降，進而喪失戰鬥力。此外，炸彈也可能被擊穿昇降機，直接進入機庫中，該區又與堆積彈藥與燃料的隔艙接近，一旦引爆將導致嚴重的後果，因此自「胡蜂號」起，美國海軍將昇降機位置調整到艦側:111，這除了不妨礙起降作業以及安全外，還有著飛機翼展超過昇降機寬度時亦能使用的優點:76。值得一提的是，第一代超級航艦的「福萊斯特級」曾在斜角甲板前方設置一個昇降機，為的是要讓飛機降落後立刻收入機庫，然而後來發現這樣的機會其實很少，另外航艦航行時潑上來的浪會波及到艦載機，故自將小鷹級起又將該處昇降機位置調整至艦舷側:76。現代大型航艦之昇降機約寬20多公尺、深達15公尺、可負重100噸，升降速度約為一分鐘自機庫搬上一架飛機至甲板:217。
武器庫是用來儲備各式炸彈、魚雷、飛彈與火箭的區域，位於船艦底部、水線之下:195，為船頭尾各一處，中間則為機庫，這些武器多以半組裝方式收納著。為了將其送至甲板，武器庫有著比飛機昇降機更小的專用昇降機（以尼米茲級為例，共有九個武器昇降機:88，其外型如一個從甲板向上開啟的門，若為不需用到的情況則可蓋起來，成為甲板的一部份:198），將武器從庫中升到上一層甲板，由各層作業員進行階段性的組裝，再由該甲板的其他昇降機往上送（部份通到機庫），以防止彈藥意外誘爆的情況，另外還有連結到艦島右側後方的一個武器集中區域，此處被稱作「武器牧場」，若彈藥爆炸可利用艦島作遮掩、降低甲板上飛機的損害:88。二次世界大戰之後的美國航艦，還需要另外設計與區隔存放與組裝核子武器的彈藥庫，被稱為「特殊飛機維護儲存區」（Special Aircraft Services Stores，簡稱「SASS」）這些彈藥庫雖然也能夠存放一般彈藥，然而，冷戰時期基於核子武器的機密和敏感性，這些彈藥庫的使用，人員進出管制與保安都有特別的處理和操作程序、沒有受到相關訓練驗證或者是無關的人員，一概不得靠近。第一款安裝SASS的航艦是透過《27A改裝案》來加裝相關設備與空間的艾塞克斯級，在設計階段就將SASS融入艦身結構的則是福萊斯特級:186-193。

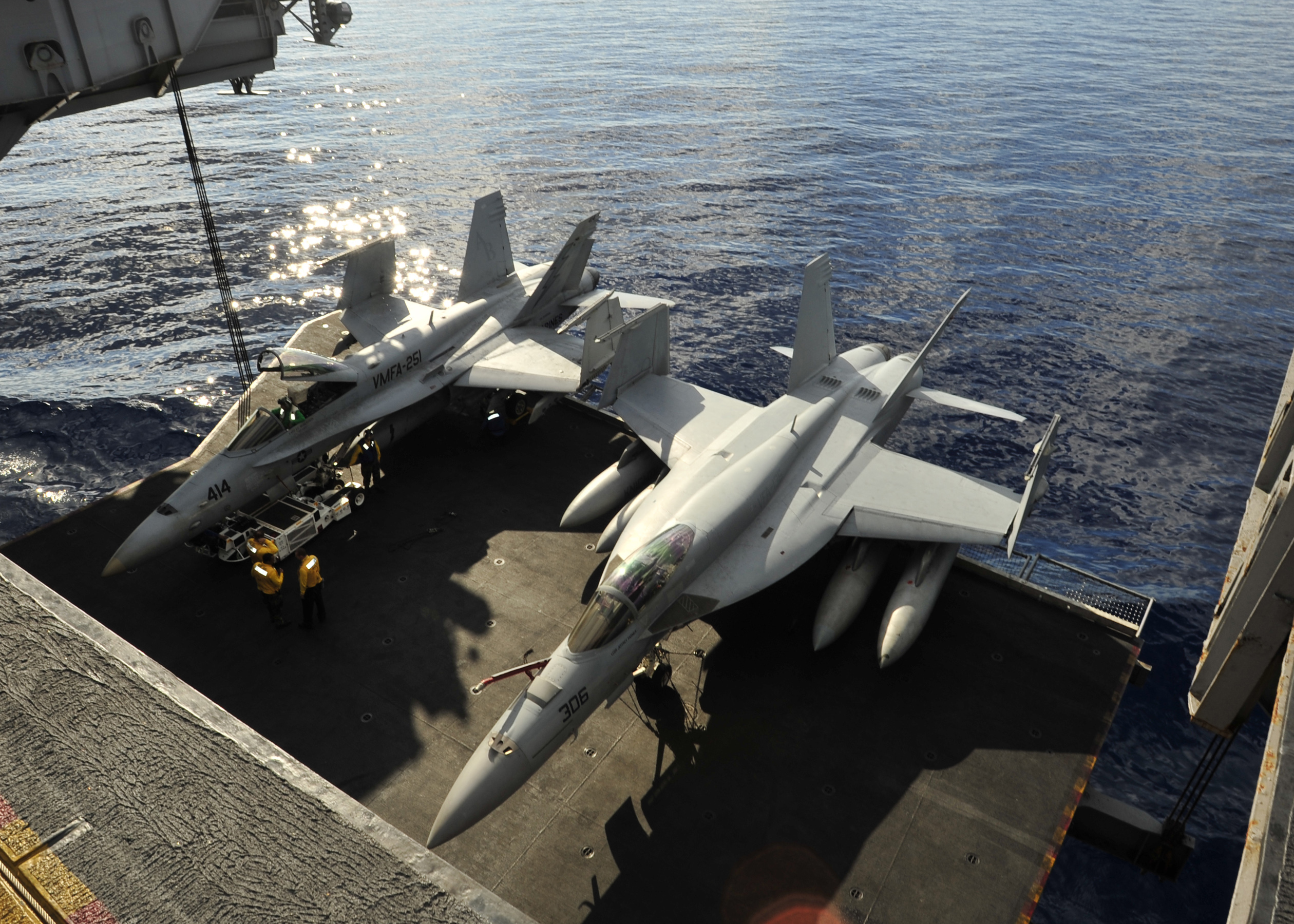
企業號的昇降機
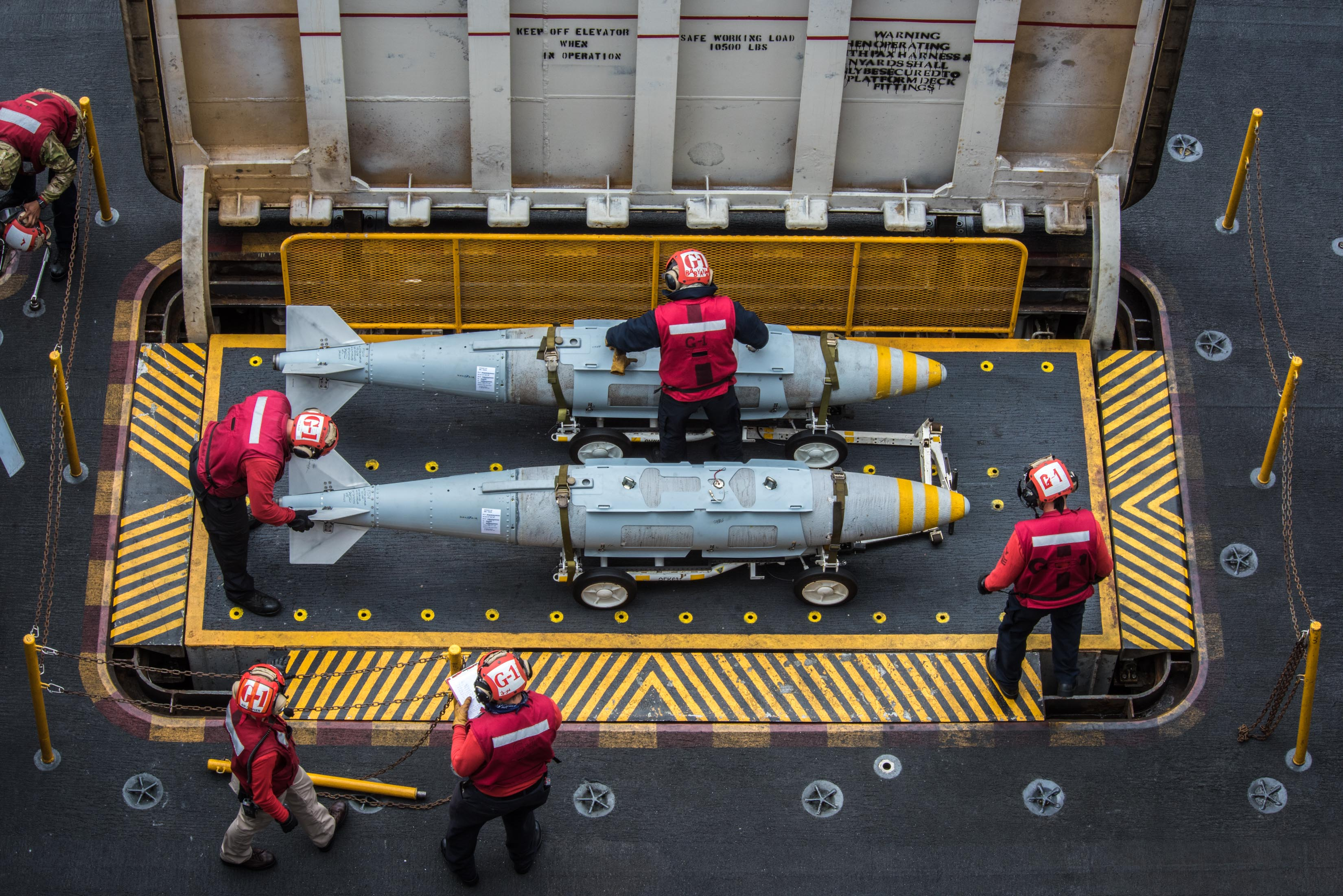
羅斯福號的武器昇降機
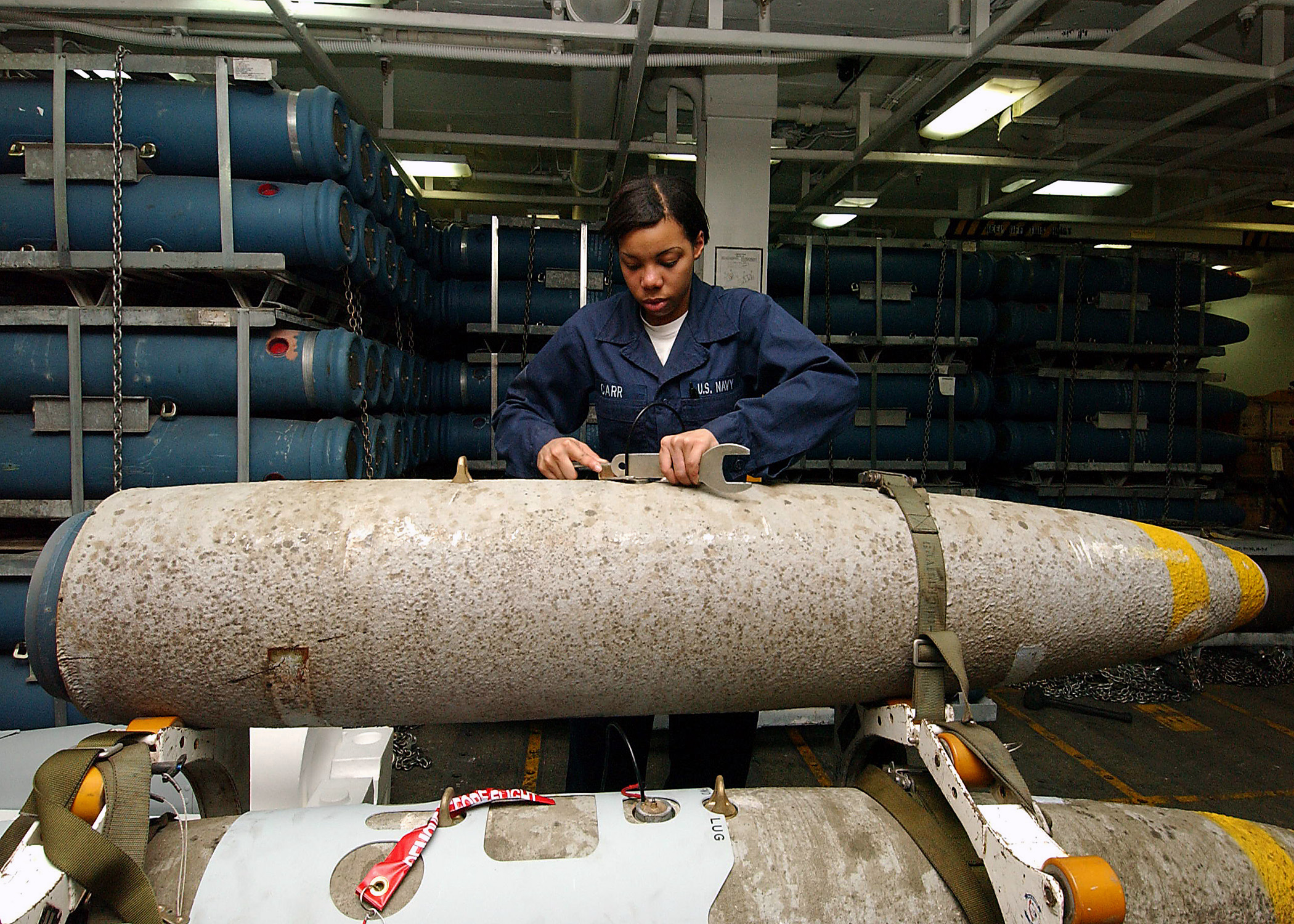
艦上航空軍械安全處理，圖為華盛頓航母一名技術人員，正在鈍化儲存的Mark84，套上「熱保護」（隔熱以在發生火災時減緩燃燒時間）

### 飛行甲板與勤務人員

「全通式甲板」，冷戰前所有航艦的設計樣式，其作業單一，起降無法同時進行、甲板面積擁擠，容易發生如本動畫飛機降落失誤而破壞停放的飛機之情況。

現代化的斜角式甲板航艦，顯示側向角度更大的斜向甲板除了能夠避免降落失敗的飛機撞擊甲板上的其他飛機，同時斜向甲板在加裝弹射器後可兼具起飛與降落的功能。然而這樣的布局下，艦島產生的風阻將會影響飛機的穩定降落，因而對艦島空氣動力的分析成為各航母國家的重要軍事機密之一。

航艦的一大特徵即是巨大的平直甲板，供飛機起降之用，有「海上機場」之稱。一般的陸基飛機如果起飛時速度不足，僅需延長起飛時間，但因為航艦甲板上的空間十分有限，艦載機沒有多長的跑道可以滑行，因此甲板設計對航艦的戰鬥能力有至關重要的影響。最初，飛行甲板僅是在軍艦艦尾處裝上一條長直鋼板，但因為跑道長度有限而起飛速度不足，加上甲板末端的艦島構造亦產生不利於飛行的氣流，這種設計很快被屏棄，因而出現「全通式甲板」，外觀為長直的矩形，攔阻網將甲板分為前後兩部份，前段為艦載機起飛區，後為降落區:30，而艦橋構造設置於艦舷側。全通式甲板一直到二次大戰結束的1950年代初期是大部分航艦的主流，但進入冷戰後，由於噴射飛機時代的來臨，以往可滿足螺旋槳飛機起飛的前段跑道長度無法令其起飛，其自後段甲板起飛的跑道長度令其他艦載機在這時無法降落，降低起降效率，直通式甲板也存在著著艦失敗會撞毀跑道飛機的問題。英國曾試過在甲板鋪設橡皮的作法，讓飛機在沒有開動起落架的情況下降落，但這造成飛機降落後難以移動的問題。
由於上述緣故，英國的丹尼斯·坎貝爾上校提出將甲板自艦身中心線左偏10度、前段甲板就可用來安全地停機和進行起飛的設計概念:178，若飛機在斜角區降落失敗也不會撞到起飛區與停機區之飛機。後來美軍也於1952年5月26日至29日從「中途島號」的斜角甲板上試驗過起降螺旋槳與噴射飛機，效果皆令人滿意，因此在斜角式甲板概念得到發揚後，噴射艦載機才正式於1950年代中期大量使用，大量二戰舊式航艦如艾塞克斯級者也被改成斜角式:182。現今只有輕型航艦仍採用全通式甲板，並結合滑跳式甲板（見下述）的設計，艦載機為直昇機與短距起降飛機的話仍可滿足起降效率，通常艦身左側為起飛區，右側艦島前後處為停機區:30-31。中型乃至大型航艦皆採用斜角式甲板，艦前方的直通式部份用於飛機起飛，長約70至100公尺，斜角式部份則位於主甲板左側，用於飛機降落，約長220至270公尺，兩部份夾角6至13度:31-32。
為了讓航空母艦發揮其功能，在作戰期間時甲板上需要大量的勤務人員來加以操作，由於甲板上噪音聲響大，人員必須帶著安全帽與通信設備溝通，並以身著不同顏色的衣服和配件來區分彼此的工作。舉例來說，現代美國海軍甲板人員作業由艦橋「飛航管制室」的「航空長」（Air Boss）所指揮:26、移動和整理停放之艦載機則交給「甲板指導員」（黃色頭盔、黃色套衫）、「彈射組員」（綠色頭盔、綠色背心）進行彈射器作業、「制動索長」（綠色頭盔、黃色套衫）則控制制動索系統，除外，还有「制動組員」（綠色頭盔、綠色套衫）、「燃料補給員」（紫色頭盔、紫色套衫）、「武器工作員」（紅色頭盔、紅色套衫）、「醫療救護員」（白色頭盔、白色套衫）、「維修消防員」（棕色頭盔、棕色套衫）、負責艦載機戰備就緒的「飛機長」（棕色頭盔、棕色背心）、「降落指揮官」（白色背心）等操作人员:185-192。指揮甲板艦載機配置、作戰、整備等各事宜於艦橋的「飛行甲板控制室」進行:74。
甲板上除了停放的艦載機外，還有各式工作車輛、艦橋、彈射器、攔阻網、攔阻索、噴流擋板和彈射器綜合控制系統等設備。

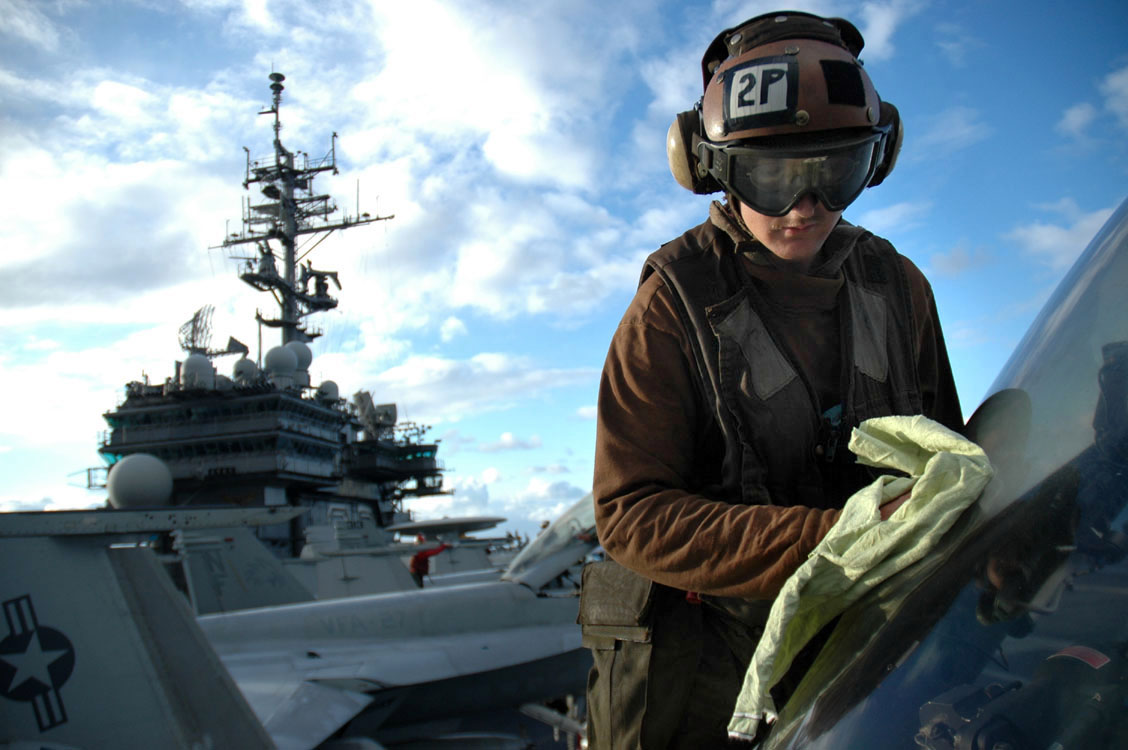
負責艦載機戰備就緒的「飛機長」
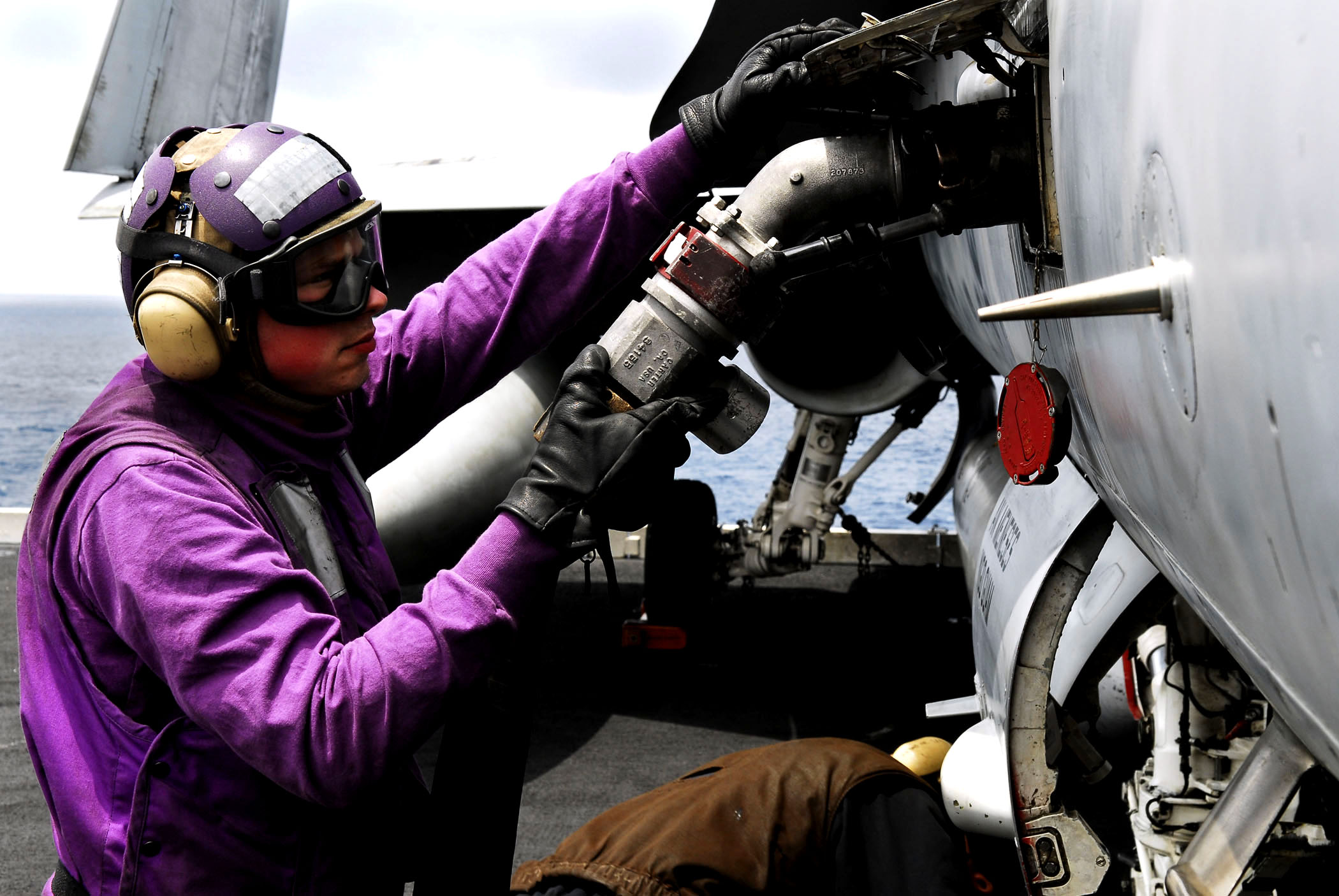
負責供給艦載機燃料的「燃料補給員」
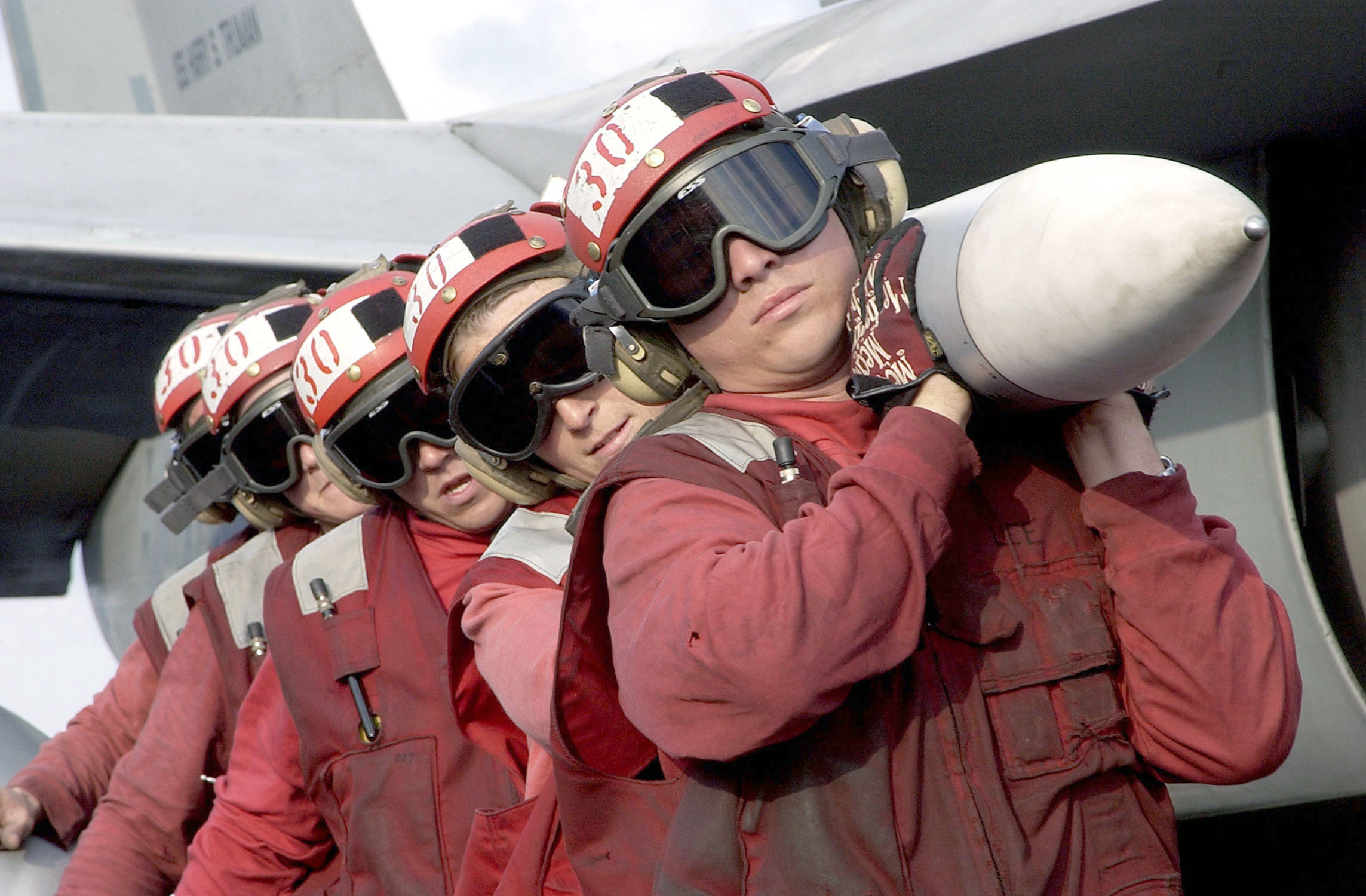
裝載武器的「武器工作員」
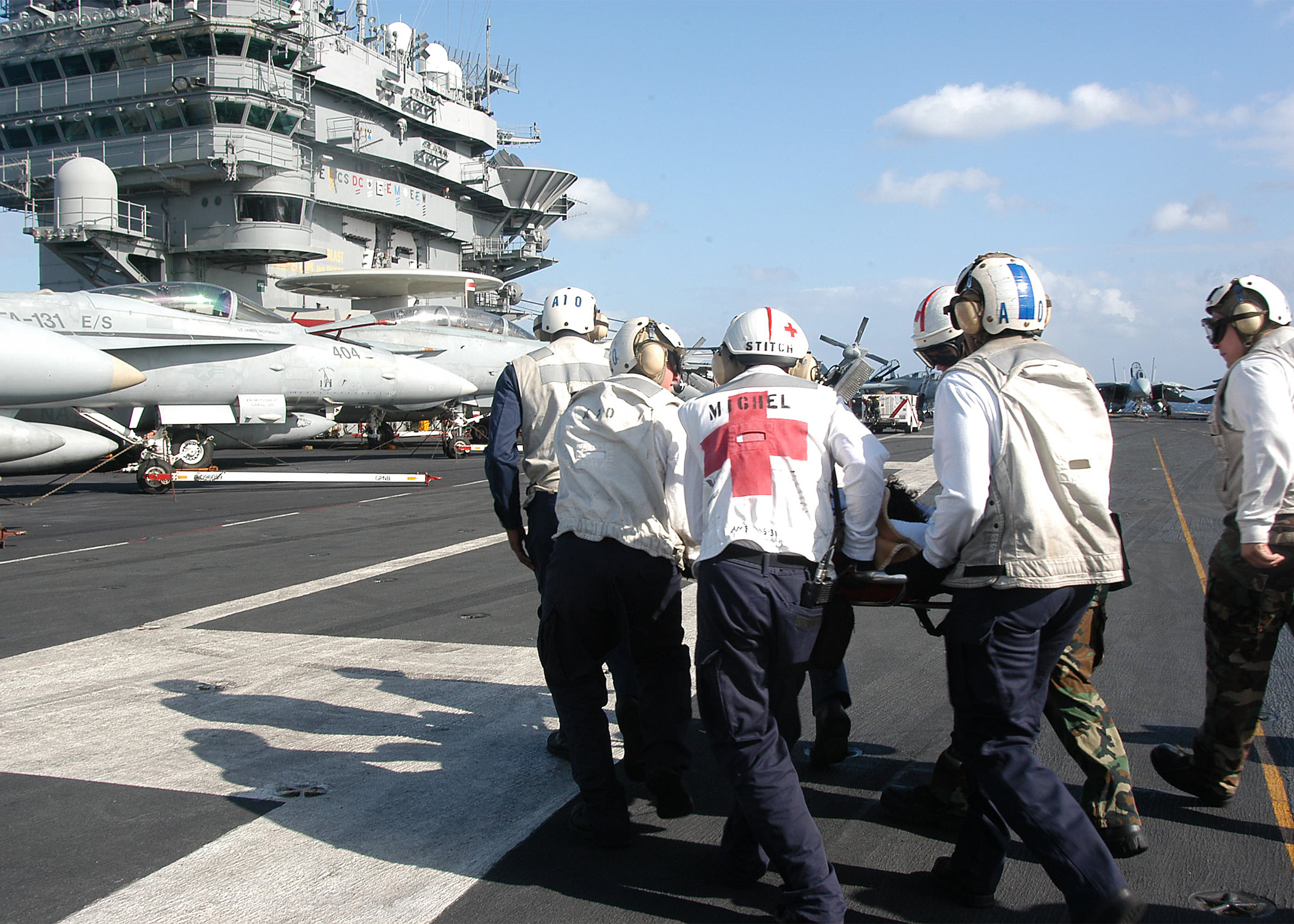
防範危害品與火災傷害等的「醫療救護員」
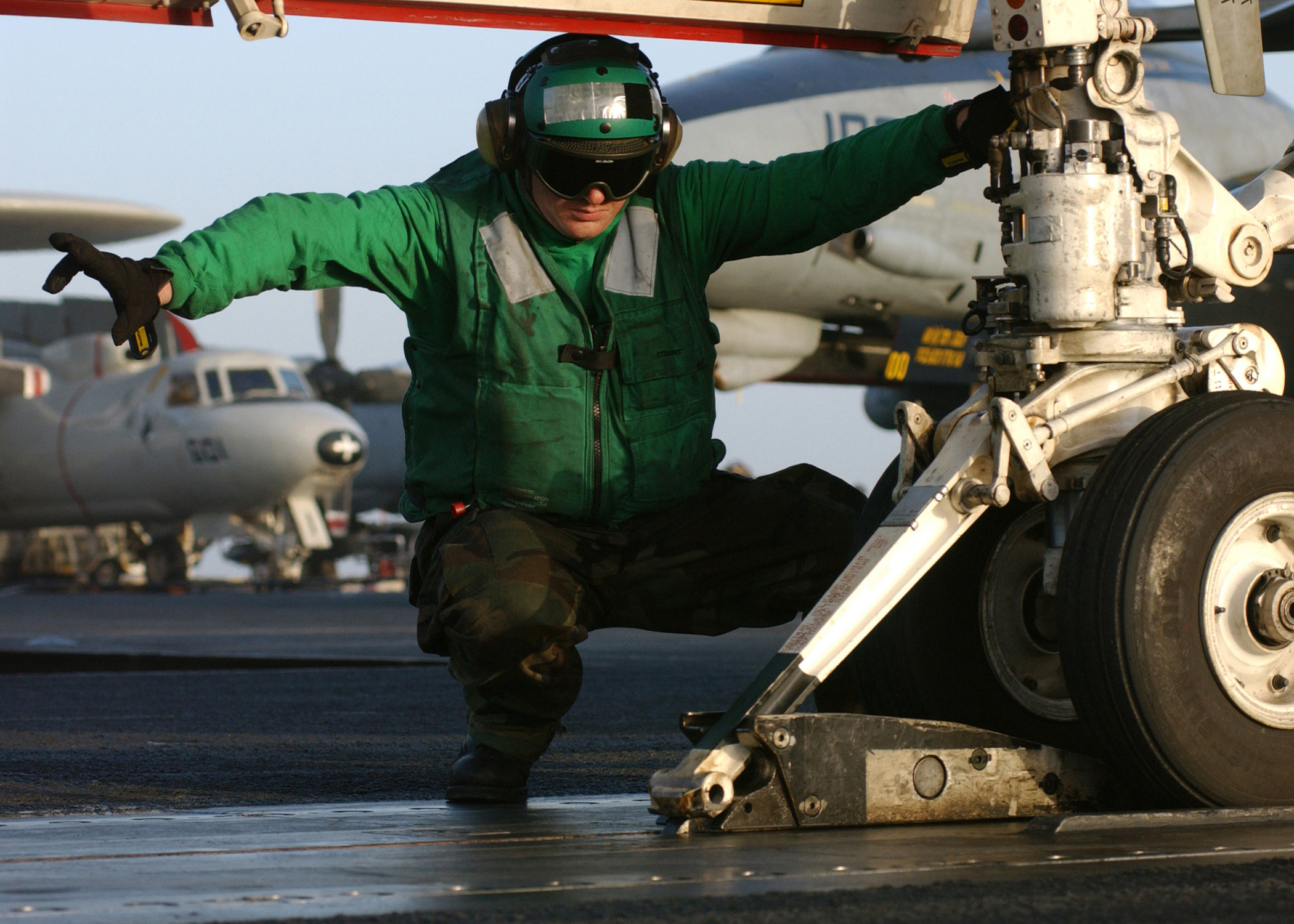
彈射起飛前，「彈射組員」正將彈射桿固定於滑塊中
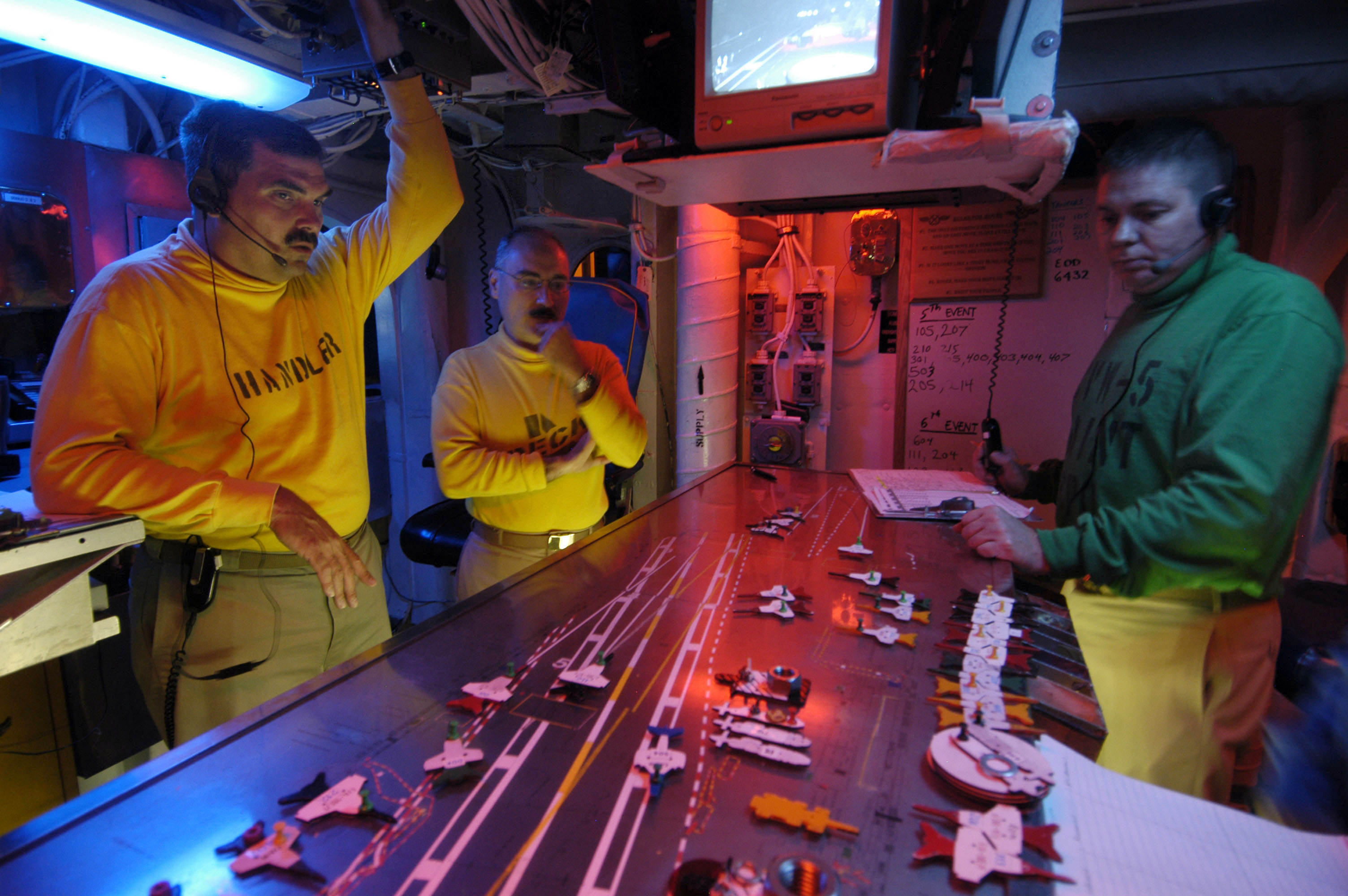
控制室中雖甲板動態已經電腦化，仍保有實物以備不時之需。

### 起飛
飛機起飛需仰賴升力，升力與飛機起飛之加速度成正比，在航艦空間有限的甲板中如何讓艦載機達到足夠的速度即是一個重要的問題，以300公尺長甲板的航艦來說，僅有100公尺能用於起飛，遠低於絕大多數現代艦載機的滑跑距離。目前其起飛方式的方式分為三種：「自力起飛」、「彈射起飛」和「滑跳起飛」（滑躍起飛）。若以起降方式分類，艦載直昇機與垂直/短程起降機以短程或垂直起降的航艦，其起降形式稱作垂直（短距）起降（V/STOL，若專指短程起飛、垂直降落則為「STOVL」），若藉由飛機彈射器起飛與以攔阻索降落則稱作「彈射起飛阻攔回收（CATOBAR）方式，若藉由滑跳起飛甲板起飛與以攔阻索降落則稱作「短程起飛/攔阻索回收（STOBAR）:20-21。

#### 彈射起飛
1911年美國的西奧多·戈登·埃利森上尉發明了重錘與滑輪結合的加速彈射器裝置，而後又改進為壓縮空氣推動活塞的彈射器，並於1915年10月裝設於北卡羅萊納號裝甲巡洋艦上，為最初實用化的彈射器:55，而後又出現了油壓式的彈射器。早期由於螺旋槳飛機重量輕和起飛速度不大的緣故，一般都以自力起飛，只有重量較重的水上飛機和無甲板空間可滑行的戰艦艦載機才需要用到彈射器。到了噴射飛機的時代，艦載機重量大幅提昇（二戰時美軍主力艦載戰鬥機—「F6F地獄貓」重5.7噸，而近代美軍艦載戰鬥機「F-14雄貓式」重達27.5噸），自力起飛和原先的彈射器設備已不足以應付其需求，於是1951年，英國皇家海軍中校柯林·坎貝爾·米切爾提出將航艦蒸氣輪機的蒸氣連動到彈射器上，進而發明了航艦用的蒸氣彈射器（值得注意的是，第一個發明以蒸氣作為彈射器動力源的國家是德國，用於1944年發射V-1飛彈之用:180），並在伯修斯號航空母艦上首次安裝試驗，美國也於1960年研製出內燃式彈射器，但其效果不令人滿意，日後被淘汰:39。到了現代，彈射器形式分成兩種：「拖索式」和「前輪牽引式」，前者是以鋼索將艦載機掛載於滑塊上，再以其快速向前移動，將飛機沿著甲板上的軌道拖曳加速，進而起飛，「克里孟梭級航空母艦」為此種彈射方式；後者則是將飛機前輪上的彈射杆掛載於甲板上彈射器的滑塊中，經由彈射的拖曳達到加速之效，後者比前者省下大量的人力，彈射時間也更短，但艦載機需要經過專門設計，目前這種彈射法為主流:35。
現代的彈射器一般以蒸氣作動力，其管線鋪設於飛行甲板下，並在甲板的溝槽上連結一滑塊，在「前輪牽引式」的情況下，飛機會將彈射杆勾住於滑塊，當彈射器充氣完成後，甲板會立起阻擋熱蒸氣、保護甲板作業人員的「噴流擋板」（分成耐熱磚和流水冷卻式兩種，目前新建航艦採用前者，在不需進行彈射作業的情況下可蓋起來成為甲板的一部份），飛機再藉由蒸氣的強大推力驅動滑塊前進而起飛，多餘的蒸氣再於管線末端排出，若天候惡劣、甲板勤務人員不好進行作業時，可以自甲板的「彈射器綜合控制系統」操作，其為甲板上的一個半圓形透明操作室，可於該處操作彈射系統，不使用時可關閉而成為甲板的一部份。蒸氣彈射器造價昂貴、設計、製造和安裝技術均複雜、保養非常費工夫、佔用航艦空間過大和過重（以尼米茲級來說，4台蒸氣彈射器重量就有2,280噸，體積則有2,265立方公尺:40），一般大型航艦上都有兩部以上的彈射器:40，可以在2秒內將飛機自0加速到每小時300公里:34，大約每20秒即可讓一架飛機升空。目前世界上服役中的蒸氣彈射器只有美國的C-13型，C-13型除了供給美國海軍尼米茲級航空母艦使用外，法國海軍戴高樂號航空母艦也使用此型。美國和中國目前已成功研製「電磁彈射器」，其原理與磁懸浮列車相同，使用一台直線電動機作為動力來源，目前已安裝在福特級航空母艦和003型航空母艦上。

#### 短程、滑跳起飛

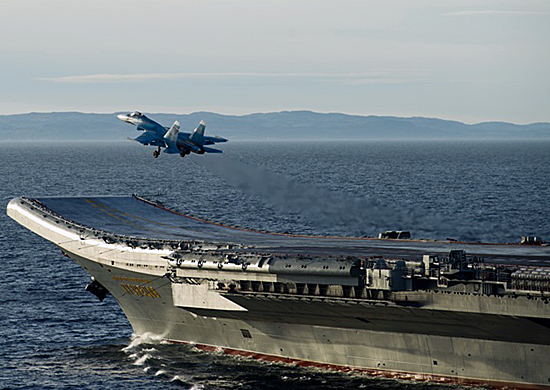
庫茲涅佐夫號的12度滑跳式甲板

另一種主流起飛方式為「飛機滑跳式」起飛，須藉由特殊的「滑跳式甲板」。由英國的道格拉斯·泰勒（Douglas Taylor）所發明，最早於1970年代應用在無敵級航艦上。原理為飛機貼著甲板進行滑行加速時，經由向上抬升約4至15度的飛行甲板獲得正軌跡角、俯仰角速度和一定的初始高度。滑跳式起飛和彈射起飛相比的優勢是成本低、技術簡單和維護方便等，缺點是飛機載重比彈射起飛者輕（載重中包括油料，影響其航程）和佔用前部甲板空間等。
目前除了美國、法國外，各國航艦皆使用這種甲板，雖然垂直（短距）起降飛機有能力不藉由滑跳甲板進行滑跑起飛或直接垂直起飛，但這樣武器載重量和油量就会有很大犧牲，故一般作戰時仍會盡可能以更多載重的狀態進行短距滑跳起飛，等到彈藥和燃油消耗完後再以垂直的方式著艦。

### 降落

#### 降落程序
正常降落過程為艦載機先以平行於航艦前進的相反方向之右舷飛行，再轉彎進入進入順風段，並放下阻攔鉤與起降架，再沿著3.5°至4°下滑線進場著艦，以攔阻鉤勾住攔阻索（若艦載機飛得太高會勾不到攔阻索，飛太低又會撞到艦尾），以其吸收飛機動能，起落架與尾部的攔阻鉤同時放下，這時若為螺旋槳飛機要將油門減小，並採取平飛，而噴射飛機則以上兩者動作都不需要:47-48。
著艦通常會有以下四種情況：安全著艦、復飛(Wave Off)、逃逸(Bolter)和撞艦（例如撞到艦島），這四種狀況中，復飛佔了40%至50%，指的是未接觸甲板而著艦失敗的情況，倘若油門功率、反應時間和縱向加速度許可，仍可重新進入降落程序；逃逸則指的是飛機已接觸甲板，但降落失敗的情形，通常是攔阻鉤沒有勾住攔阻索，這時飛行員必須於甲板著艦區加速滑跑，倘若該機短程起降和引擎加速性能不足很容易失敗:63-65。
艦載機降落技術遠比起飛困難，失事率也比陸基飛機高的多。航艦飛行甲板若為300公尺，一般僅有100公尺可騰出用於降落（若為斜角處跑道，約有200公尺，僅為陸基降落跑道長的1/10:50），加上航艦本身縱搖、橫搖、上下起伏的運動、艦上干擾氣流，如通過甲板表面而至尾部向下沉再往上升的「公雞尾」氣流和自右舷艦橋形成的亂流、風速限制（一般情況下，艦載機要降落必須要有25節以上的相對風，為了讓降落順利，航空母艦需要適時調整其航速）與可見度等都增加了著艦的難度，美國海軍規定艦載機著艦時，航艦縱搖不得超過2度，橫搖不得超過7度，艦尾下沉不得超過1.5公尺:28-29。

#### 助降設備

一架S-3維京式反潛機以攔阻網降落於甲板上的影像。

早期，航艦降落作業困難，發生事故傷亡多，因而最早在美軍航艦「蘭利號」上出現了兩種革命性輔助降落之制度：設置「降落指揮官」與使用攔阻網，前者於甲板上判斷降落條件、飛機高度等來揮動旗幟打信號，一般由技術純熟的飛行員擔任，而後此制度傳入英國。至於攔阻網則是讓降落的飛機免於意外的一項保險，最初當飛機要降落時甲板人員要上前掛住鉤索，而後進步成飛機降落時會開動下方的著艦鉤來勾住甲板上並排的阻攔索，攔阻索兩端連入甲板下的液壓制動器，吸收飛機剩餘的動能，進而讓其在甲板上停下。如果沒有掛到攔阻索，攔阻網可以避免飛機撞上甲板停放的飛機或是摔出飛行甲板，亦不會毀損機體，還可以調整降落位置，因此攔阻網的發明大幅提昇了飛機的降落效率，在1923年未使用攔阻網時美國海軍最佳的成績是7分鐘降落3架飛機，使用後則是4分20秒降落了6架:55-56。

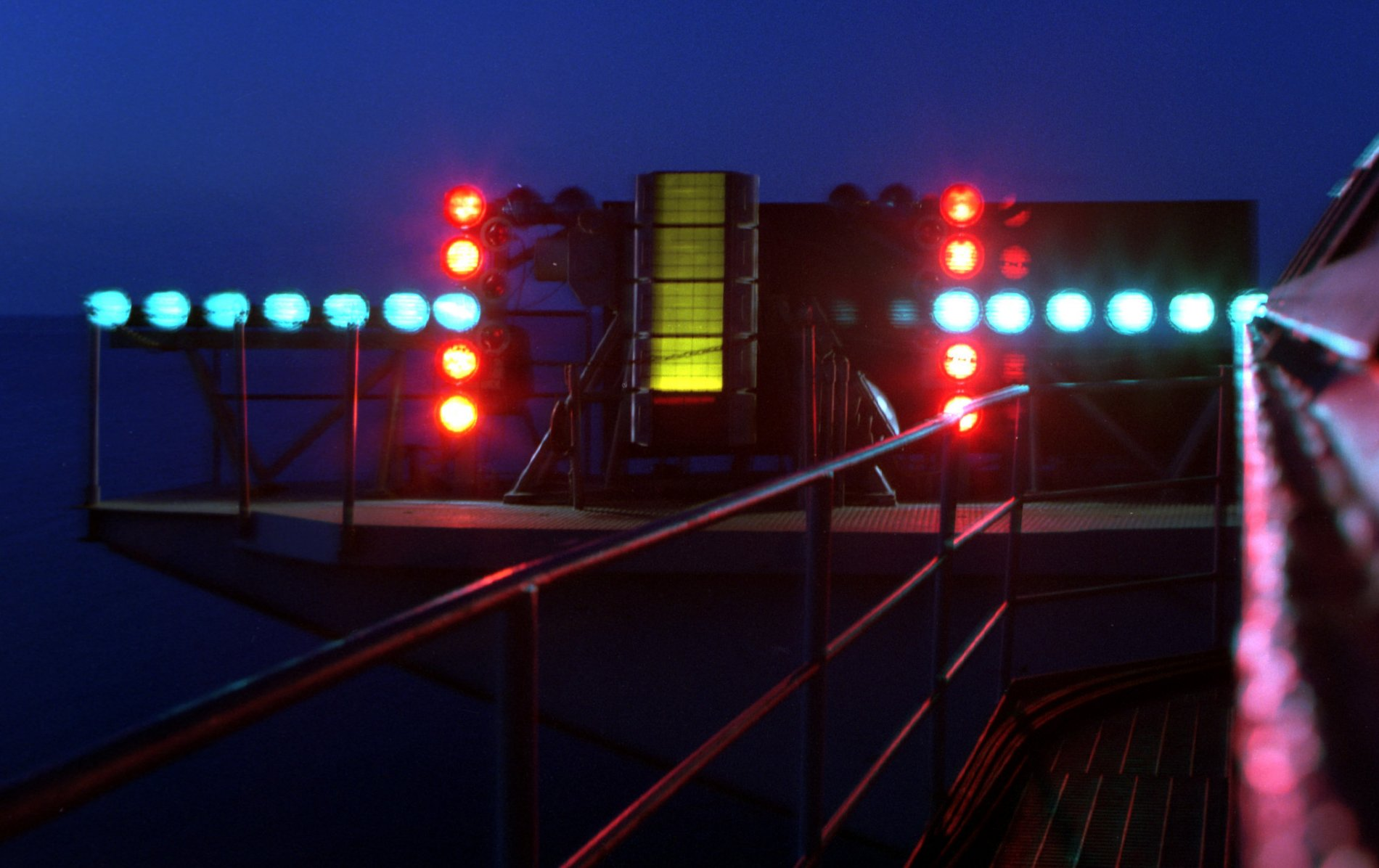
德怀特·D·艾森豪威尔号航空母舰上的「菲涅耳式」光学着陆系统

進入噴射艦載機時代後，由於其速度過快、降落指揮官和飛行員皆反應不及，原先制度已不能保證安全降落:176。50年代時，英國出現了由尼可拉斯·古德哈特中校所發明的光學助降裝置（但值得一提的是，利用燈號裝置來協助降落的方式於日本在建造「鳳翔號」時就已採用:56），其以一個凹面鏡反射燈光至空中，為飛行員提供一個指示降落路線的光柱（與海平面夾角為3.5至4度:54）。然而此裝置仍受制於海面狀況造成的艦體搖擺，新型光學助降裝置徹底前者解決了光柱不穩定的問題，其外型為三種燈號組合而成，雖然會因型號而外觀有所差別，但使用方法相同，中間直條燈號表示飛機目前位置過高或過低，讓駕駛員將飛機調整為橫條燈號位置，紅色燈亮起表示飛機需要重新降落。菲涅耳式助降裝置並非沒有缺點，它有著易受天氣雲霧影響以及作用距離太短、以致於來不及調整誤差的缺點:60，後來於60年代還出現了自動著艦系統（ACLS），由電腦控制其甲板運動著艦誤差修正和飛行高度:49，並結合全天候型的雷達助降系統，其分別裝載於艦載機和船艦上，以連動資訊來隨時修正、調整為最適當的位置，由於其有著可能受電磁波影響的疑慮，因此現今航艦降落裝置多半是混合使用，包括光學裝置、雷達助降系統以及降落指揮官，光學裝置通常位於左舷，操作其裝置的指揮官則在左舷後方。

### 動力系統

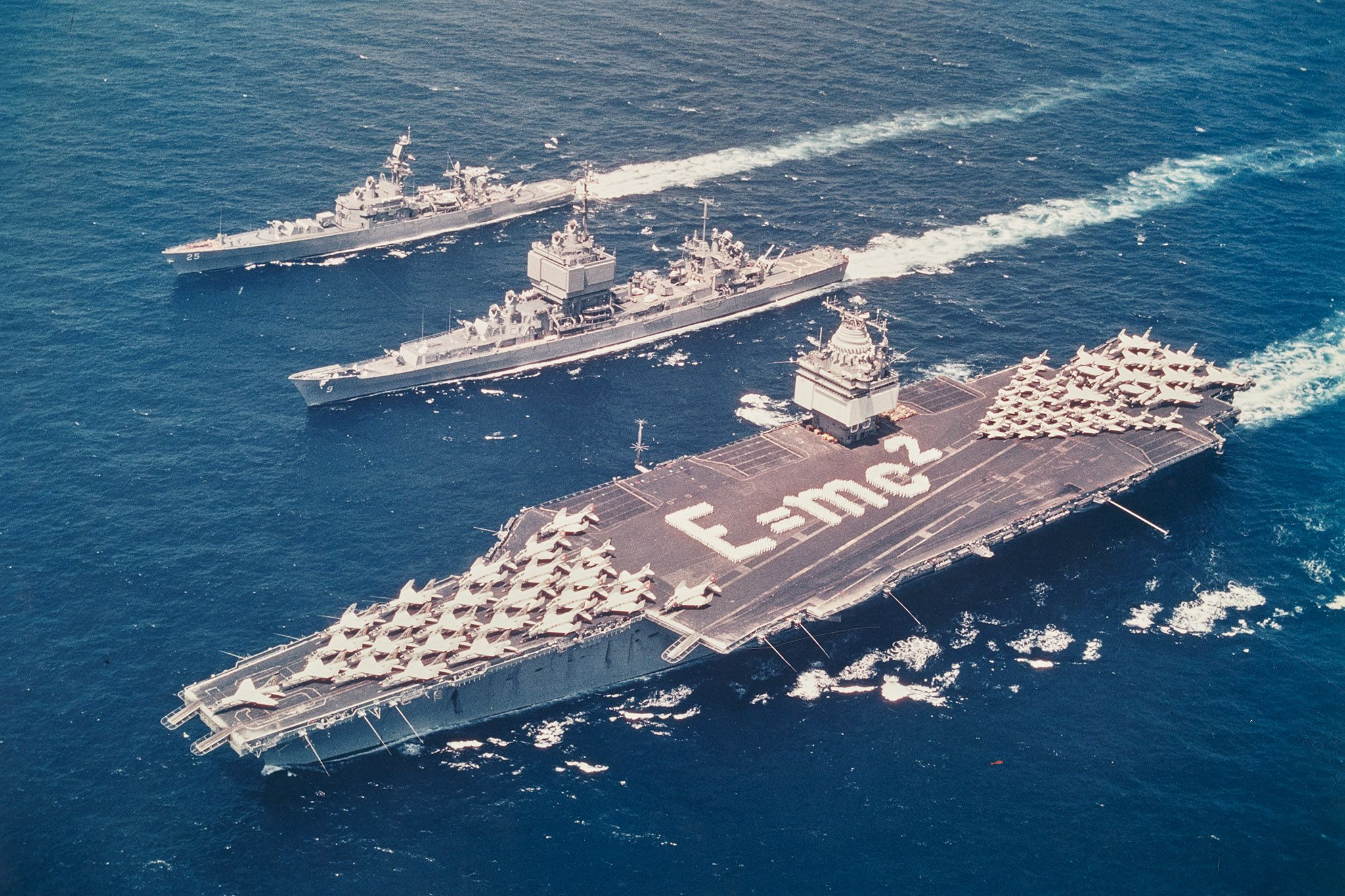
史上最初的三艘核動力軍艦，由近至遠分別是世界上第一艘核動力航空母艦「企業號」、第一艘核動力飛彈巡洋艦「长滩号」和第一艘核動力飛彈驅逐艦、驅逐指揮艦「班布里奇號飛彈巡洋艦」

航艦的輪機艙是整艘船的動力中樞，也是決定其重量與體積的關鍵之一，一般來說主機形式分作蒸氣渦輪機、燃氣渦輪機、柴油機，由於航艦屬高速大型艦船，以燃氣渦輪或柴油機為主機動力不足，故現在大型航艦多使用蒸氣渦輪機，其蒸氣來源可為核反應爐或鍋爐，核反應爐也分作「壓水式」、「沸水式」以及「游泳池式」，現在大部分使用壓水式:137-142，這些蒸氣可用於推動主渦輪機、發電、滅火和注入蒸氣彈射器等。
核動力航艦相比傳統動力者的優勢極為顯著，擁有後者難以比擬的航程，以尼米茲級來說就可連續航行約20年（單以艦上物資來看，自持力則有90天之久），一公克的鈾可產生兩噸重油燃燒出來的熱量，能量轉換效率極高。核動力航艦在其它方面也有許多優勢，它去除了以往設計師需費工夫排設的煙囪與排氣道等諸多管線，後者總是佔去艦上許多寶貴的空間，除了令艦體本身強度降低外，也讓排出的廢氣腐蝕了設備與傷害了乘員的健康，突出的煙囪也讓航艦雷達反射截面積增加:195，其排出熱流多少也會危及到飛機的降落，後者本身也成了紅外線導引飛彈的目標，也因為暴露於外的排氣道令該艦的「三防」（防核子、化學、生物攻擊）性能大打折扣:195。核動力航艦可製造大量的淡水和充沛的電能，可用於空調和大量電器品，改善乘員的生活環境，也因為排除管線和儲存油料的艙房等空間而使可裝載之物資（如航空燃油、補給品、炸彈）更多、人員起居空間變得更大、自持戰鬥能力更久:196。
缺點方面，核反應爐造價極高，美軍企業號僅八座核反應爐安裝費用就要6,400萬美金，運行三年後換一次爐心要價2,000萬美金；1976年的尼米茲號則要價18.81億美金、同級的後續艦雷根號則要40億美金:197。

## 武裝

### 艦載機

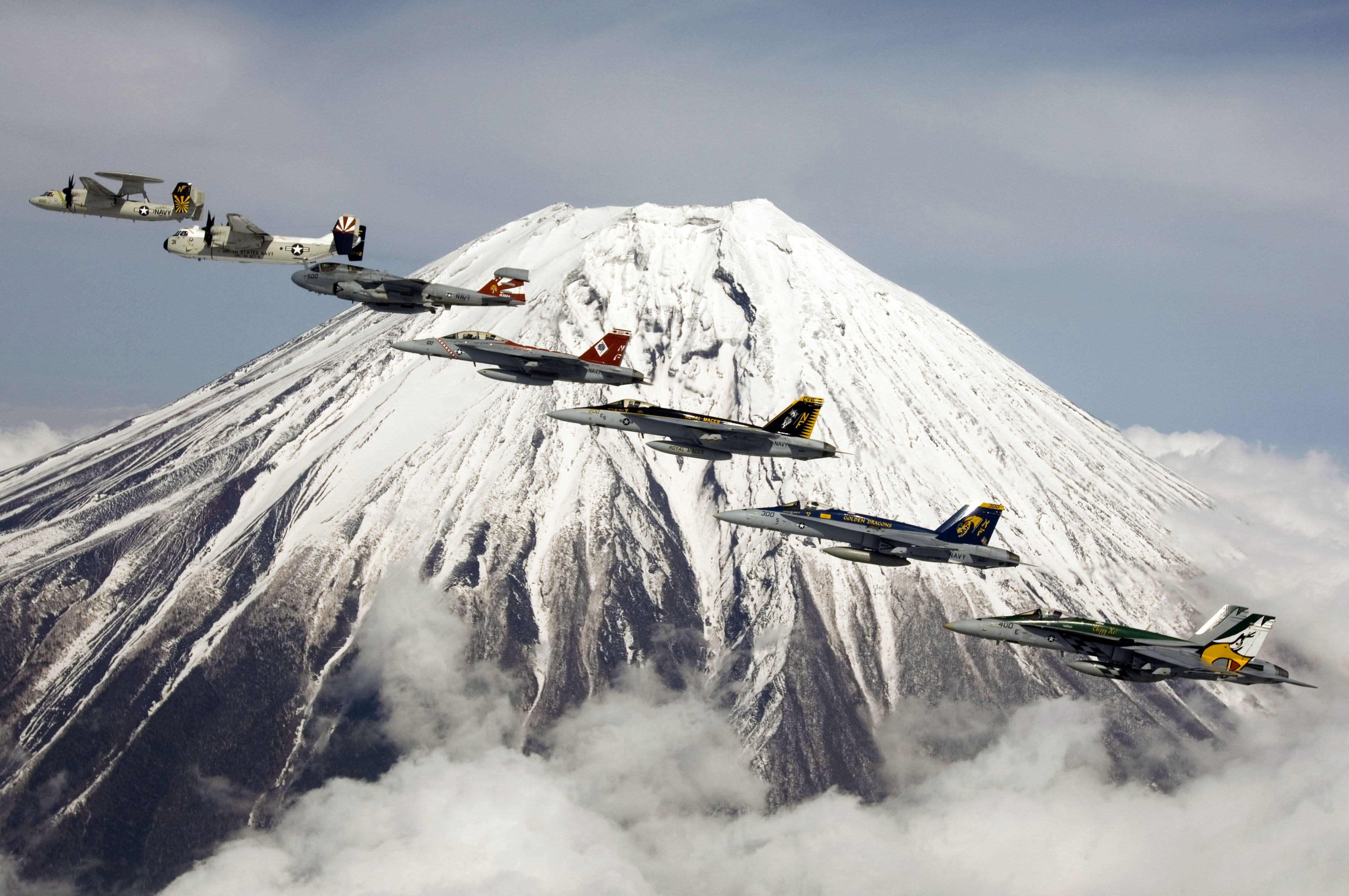
編隊飛越富士山的美軍航空母艦「小鷹號」第5艦載機聯隊的機群，由左上至右下分別為E-2「鷹眼」空中預警機C型、C-2「灰狗式」運輸機A型、EA-6「徘徊者式」電子作戰機B型、F/A-18F型與E型「超級大黃蜂」戰鬥攻擊機、F/A-18「黃蜂式」戰鬥攻擊機C型兩架。

艦載機是航空母艦的主要武器，其性能決定航艦的戰鬥能力，載機數量越多者實力也相對越強，航空母艦本身也是為了讓飛機起降、維修以及使其能長期作戰而存在，相較於傳統最大攻擊距離僅有40公里的戰艦艦砲武器，艦載機有著1,000公里以上的作戰航程，還可以空中加油的方式延長航程，並能在攻擊完後回到航艦上裝載彈藥，再度起飛攻擊，其作戰持續性和任務多樣的作戰能力也是艦載機與巡弋飛彈在海戰所扮演的角色最大的不同。艦載機由於其特殊而嚴苛的作戰環境，在諸多設計上與陸基飛機截然不同，例如在機身材料選擇上，必須考慮飛機長期置於甲板上，暴露於腐蝕性鹽霧、污染物和高溫輻射等條件複雜的環境下，材料必須慎選；在結構上，艦載機必須長期使用著艦鉤降落、彈射起飛時將負擔極大的縱向過載:74，其整體強度必須高於陸基飛機，這也因此提昇了機體重量；還有氣動技術上必須嚴格要求低進場速度、高升力、失速控制和迎角飛行能力等等:2-7。一般航艦都必須駛往遠方戰場進行獨立作戰，這些艦載機兵力皆難以補充，上述直接影響其存活率的因素格外重要。
艦載機依用途可分作轟炸機、反潛機、運輸機、攻擊機、戰鬥機、預警機、電戰機、偵察機等，其中以攻擊機和戰鬥機為航艦艦載兵力的核心組成部分；若以布局和起降方式為依據，艦載機還可分作直昇機、傳統起降機和垂直起降機。在現今軍費縮減、航艦空間有限的背景下為節約成本而讓單一艦載機功能多樣化，以多用途戰鬥機取代，專職的艦上轟炸機、攻擊機則從航空母艦上消失。
航空母艦的主力是艦載多用途戰鬥機。目前服役中的有美國的F/A-18E/F、AV-8B（西班牙也採用該機種）、F-35C、F-35B（英國與義大利也採用該機種），法國的陣風M（印度也採用該機種），俄羅斯的Su-33、MiG-29K（印度也採用該機種），中国的歼-15。
其他機種，有艦載直昇機、運輸機、預警機等。目前固定翼艦載運輸機僅有美國C-2灰狗式運輸機，另外還有V-22魚鷹式傾轉旋翼機，其他国家则使用运输直升机；固定翼艦載預警機有中国空警-600和美国E-2空中預警機（法國也採用該機種），其他國家則為預警直昇機。一般來說，艦載直昇機負責反潛、搜索、救援、運輸和中程導引的任務，但不足以肩負對敵軍戰鬥機或飛彈的攔截行動，遠程打擊能力也不足，作為預警機的能力也不如固定翼飛機，與陸基直昇機相比，艦載直昇機有著為了收納至機庫方便，體積更小、重量更輕，旋翼與尾樑皆為折疊式等特點，有些艦載直昇機甚至能於水面起降。目前世界各國航艦服役軍用直昇機有「SH-60海鷹式」、「卡-27」、「卡-31」、「灰背隼直升機」、「NH-90」、「直-18」、「直-20」等。

### 其他

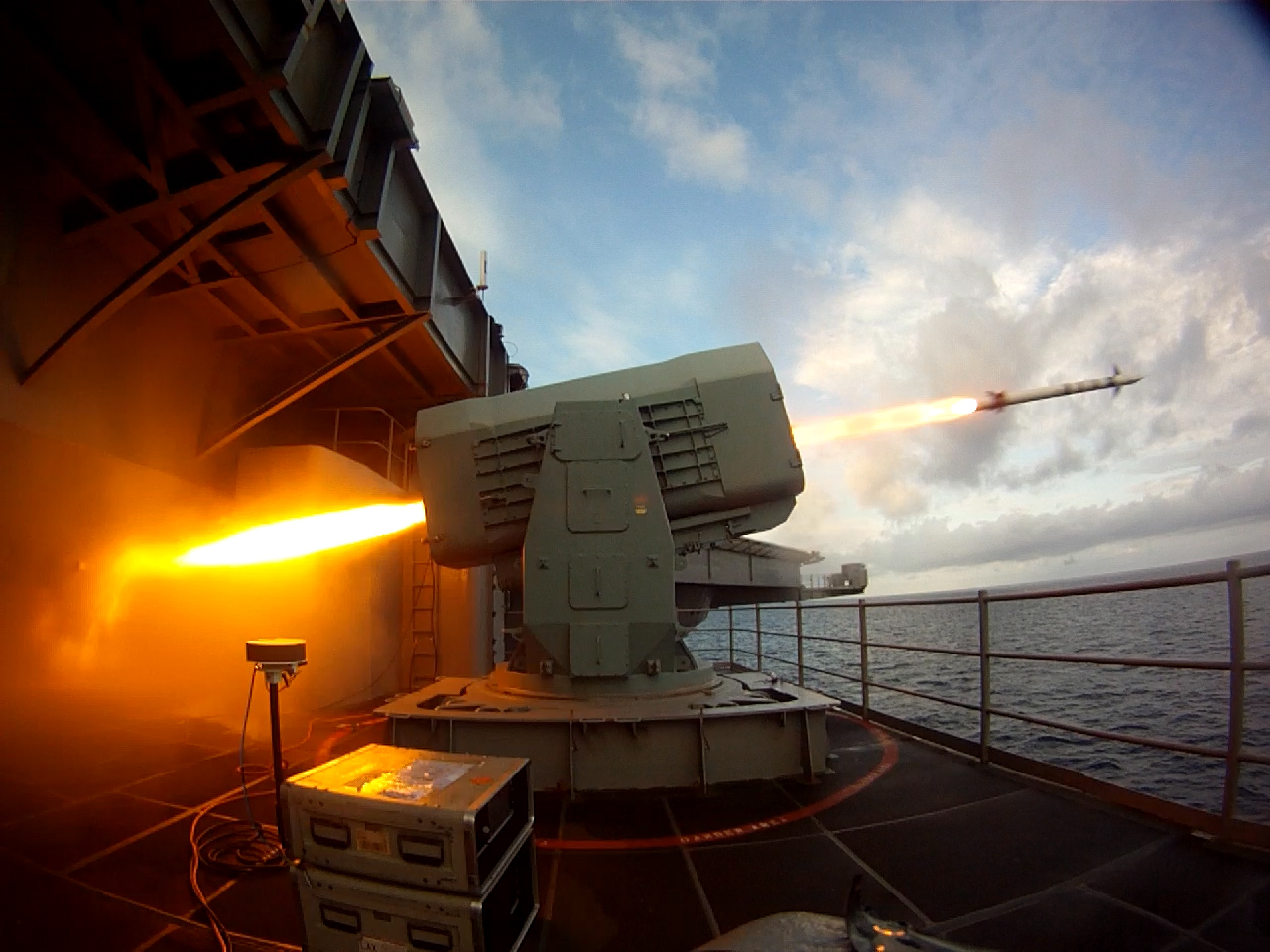
羅斯福號發射RIM-116滾體飛彈

大部分現代航艦的武裝除了艦載機就只有保護自身最低限度的武器，包括各式防空飛彈、近迫武器系統以及電子戰武器設施。之所以發展至如此，其肇因於航艦角色的轉換與雷達設備的進步，啟蒙時期時，航艦艦載機的對艦打擊能力還在不明瞭的狀態，定位為海上為戰艦偵查的工具，這樣一來就無須太在乎甲板設計會影響到艦載機數量的問題，另外，由於當時艦載雷達尚未出現，航艦會在無意間進入敵艦射程範圍內，為了進行反擊，航艦上會配裝艦砲。二戰期間，艦載雷達蓬勃發展，航艦可有效避開敵艦的突襲，加上艦載機的攻擊能力已得到了證明，航空母艦本身就不需要防空火砲以外的武器，中大口徑艦砲隨即消失。爾後飛機進入噴射超音速時代後，傳統防空砲根本無法應付，因此美國曾計畫將防空任務全交由艦載機負責:143。
然而到了1980年代，由於蘇聯海軍強化了反艦飛彈打擊能力，發展了自潛艇、飛機與水面艦等多平台發射大量反艦飛彈進行飽和性攻擊，這種戰法極可能突破由艦載戰鬥機與護衛艦艇組成的空中防護網，因此航艦本身現在還是配備了防空飛彈、近迫武器以及電子戰等武器來確保自身的安全:143，若是傳統動力航艦還可發射熱燄彈來閃避紅外線導引的飛彈，以美國尼米茲級航艦為例，即裝有射程約50公里的進化海麻雀導彈、射程26公里的海麻雀導彈、射程9.6公里的RIM-116滾體飛彈、射程4.5公里的20公釐方陣快砲，還有干擾敵人雷達的反電戰裝置（ECM，例如SRBOC干擾絲發射系統）。蘇聯與俄羅斯航艦算是個例外，由於其海軍艦隊防空網強度不足以及該國重視單艦作戰能力，基輔級與庫茲涅佐夫級艦本身火力比西方各國航艦強上許多，包括反潛火箭、反艦飛彈、防空飛彈以及近迫防禦武器:143，義大利加里波底號也有類似的武裝，後者也是目前唯一一種可以發射魚雷的航空母艦:120。另外，該國的加富爾號、法國的戴高樂號還有著垂直發射的防空飛彈，反應時間比尼米茲級者更短。
除了對應敵軍武器，航艦上亦有完善的消防系統，前者使用了海龍、泡沫、蒸氣、海水等複式灭火設計，並以甲板和機庫為重點配置，可以在中央管制室或地區獨立運作。

## 類型

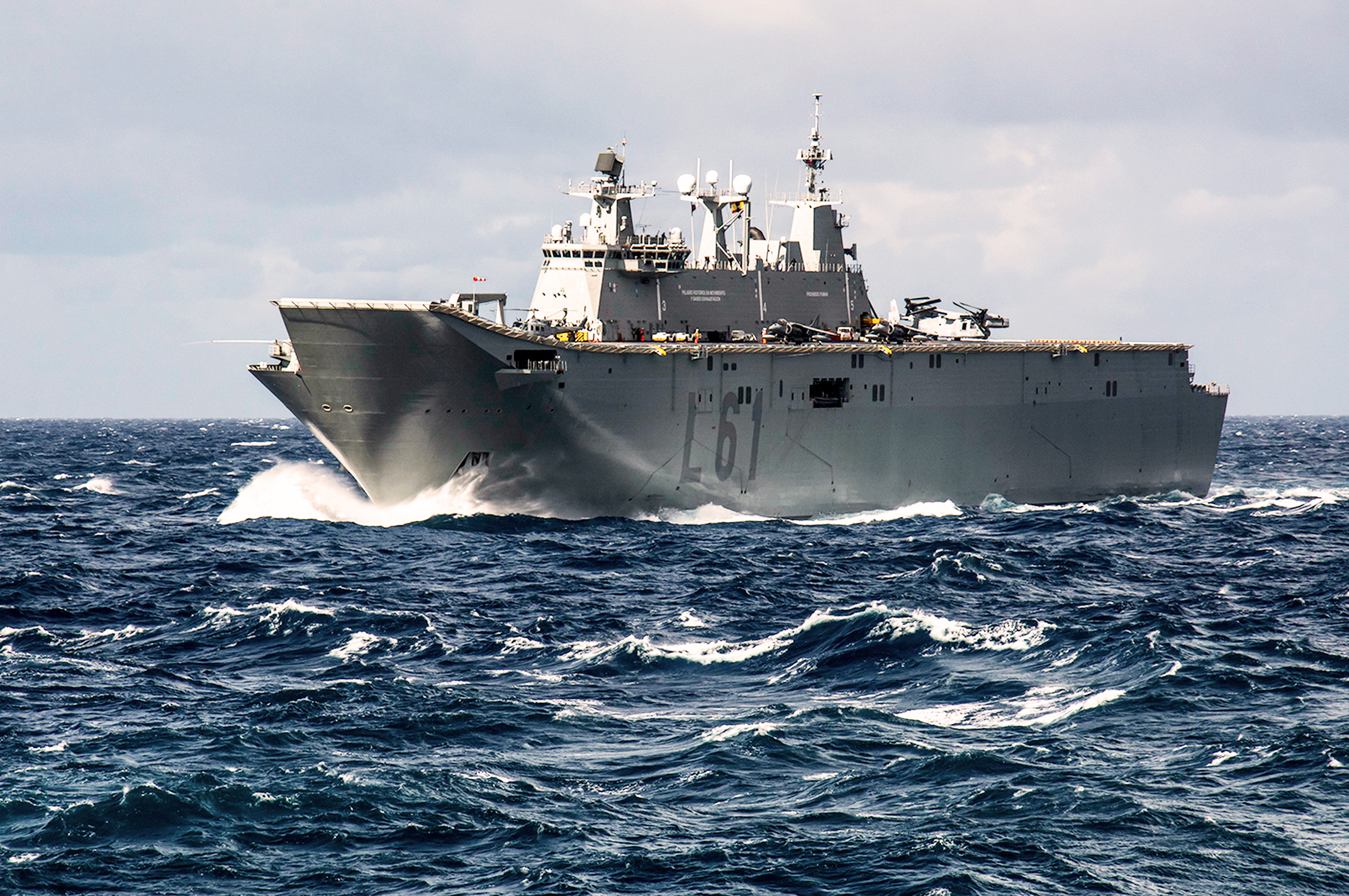
兩棲攻擊艦「胡安·卡洛斯一世號」，該艦有著上翹的滑跳式甲板，並在西班牙海軍中的定位為「戰略投射艦」，接替提早退役的「阿斯圖里亞斯親王號」航空母艦，現為西班牙海軍的新旗艦。

航空母艦由於軍事需求、成本和技術能力之考量，在歷史上催生出數種航艦類型、分類繁雜，時日至今，航艦的類型已經少了很多。在早期各國未真正理解航艦價值時，有將各艘巡洋艦或是戰艦改造為航艦，這種被稱之為「改裝航艦」，以日本來說，在太平洋戰爭後期由於缺乏大型航艦，而將大和級戰艦的三號艦——「信濃號」改建為航空母艦，這種軍艦由於本身設計並非為航艦打造，常有整體強度不足、重心不穩、機庫太小而載機量有限（如「信濃號」僅有50架上下，而「約克鎮號」則有90架之多）等問題。由於二戰時航艦甲板還很脆弱，甲板被擊穿後容易使其下方彈藥庫爆炸，加上當時傷害管制措施尚不純熟，出現採用在甲板上再鋪設一層厚實裝甲鋼板的作法，此種被稱為「裝甲航艦」，英軍的「光輝級」航艦就充分證明了裝甲航艦可有效防禦日軍自殺飛機的攻擊，但這種設計會使得航艦整體重心過高而導致穩定性不足、添加鋼板也為昇降機的設置帶來了麻煩，另外由於添加鋼板而壓迫到了機庫，使得載機量大為下降（如大鳳號載機量僅有52架上下，比翔鶴號84架少上40％:38），更嚴重的是，裝甲甲板受到的攻擊會造成艦體永久性的變形，傷害無法修復。雖然日美英皆曾有裝甲航艦，但設計理念上又大為不同，美軍傾向以飛機起飛攔截敵人的攻擊空中部隊，施以主動防禦，因此注重機庫的載機量，而英軍因為被空軍把持著飛機，欠缺偵查機，只能以裝甲承受敵人攻擊的被動防禦來保護航艦，二戰結束後，由於噴射飛機體型大增，加上後來檢查出的艦體內部傷害問題，裝甲航艦的設計就被全面屏棄了。
二戰期間，為了對應德國海軍的潛艇戰，英國於商船上加裝飛機彈射器與搭載單架飛機護航，稱其為「彈射飛機商船」，而後採用廉價的商船改造成小型航艦，搭載少量的飛機（一般為10～20架）進行空投深水炸彈的攻擊，這種航艦被稱為「商船航艦」:161-162。之後，英軍更是設計了專為船團護航的小型航艦，並將此傳至美國，由於美國的工業實力與該航艦成本極為便宜，大量此種的「護航航空母艦」投入了戰場，在二戰1944年期間，美軍卡薩布蘭卡級護航航空母艦平均每一星期就有一艘下水服役:164，它們雖然因為航速低而無法與主力艦隊一同作戰，但用於打擊潛艇十分有效，在戰後有一些被改裝成了搭載直昇機的登陸支援艦（兩棲攻擊艦）。
以能搭載、操作與整備飛機之特點來說，亦有其他軍艦在廣義上被歸類為航空母艦的一種，如「兩棲攻擊艦」與「直昇機航空母艦」兩者。兩棲攻擊艦的外型為全通式甲板設計，搭載大量登陸載具與兵力、同時以垂直起降機與直昇機作為掩護支援，遂行兩棲作戰，在執行各式任務能力與攻擊力等諸多方面皆無法與正規航空母艦匹敵，但對於國力較弱的國家來說，建造一艘兩棲攻擊艦作為航艦的替代品也是一種適宜的選擇。目前擁有國家有美國、中國、法國、西班牙、義大利、日本、韓國、澳大利亞、土耳其、巴西、埃及。直昇機航空母艦這個分類實際上於現今沒有一個準確的定義，也有兩棲攻擊艦亦被冠上此名稱，作戰任務以反潛為主，也有自輕型航艦或護衛航艦改裝而來，早期幾種直昇機航艦皆只能搭載直昇機作為艦載機，而後到了獵鷹式垂直起降機出現後紛紛成為該艦的戰力，因此「直昇機航空母艦」這個詞彙的意義變得不完全。另外，有部份文獻將可搭載攻擊用飛機的潛艇分類為「航空潛艦」，如日本帝國海軍的伊四百型潛艦:335。
由於航空母艦的建造、人事與維護成本極高，各國曾多次嘗試發展具有航艦能力，但相對成本較小的船艦。例如美國就曾發展如「武庫艦」、「制海艦」和「海上浮島」等船艦來作為航艦的代替品。武庫艦為武裝以飛彈為主的低矮船艦，具有匿蹤性質，自動化程度高而艦上乘員少，其優勢為建造成本、維護低，缺陷為飛彈武器較艦載機的炸彈武器貴得多，且任務能力單一、協調能力低，最終也未發展出來:346-347。制海艦則算是一種輕型航空母艦，以搭載直昇機作為主要武器，以反潛作戰為主要任務，雖然最終其與美國海軍戰略不符而被取消，但日後成為了其他國家發展小型航艦的重要參考，如西班牙的「阿斯圖里亞斯親王號」。海上浮島則是一個通過在公海或沿海水域部署來支持在本土海岸以外的軍事行動的概念，本質上是一個多用途模塊化自航式浮動平台，或多個相互連接的平台，可以執行海上基地的多種功能，包括打擊、部署和後勤。能夠以傳統預置單體貨船一半速度移動的抗風平台已經被研究和提出，但從未建造:348。
21世紀後，隨著無人機的技術盛行，無人機的飛航能力以及體型都在增加，因此各國海軍逐漸開始考慮將無人機作為艦載機的可行性（雖然早在1950年代就已經有無人機部署在艦上，但主要都是如直升機等可進性垂直起降或投擲起飛的小型無人機，進行反潛、偵查等輔助任務，如美國海軍的QH-50無人反潛直升機，而非能進行彈射起飛或滑躍起飛的中大型無人機），如美國海軍服役的MQ-25刺鰩無人機。同時，建造一艘只有無人機的航空母艦的想法也逐漸出現，稱之為無人機航母。該類型的航母因為技術難度較低（不需考慮飛行員的安全）、成本低、空間利用率高及艦載機數量較多（無人機體型較有人機小），因此逐漸成為各國海軍的選擇之一。目前的無人機航母有土耳其海军的旗艦阿纳多卢号两栖攻击舰、中国人民解放军海军的四川艦及伊斯蘭革命衛隊海軍的「沙希德·巴蓋里」號（Martyr Bahman Bagheri）。

## 能力

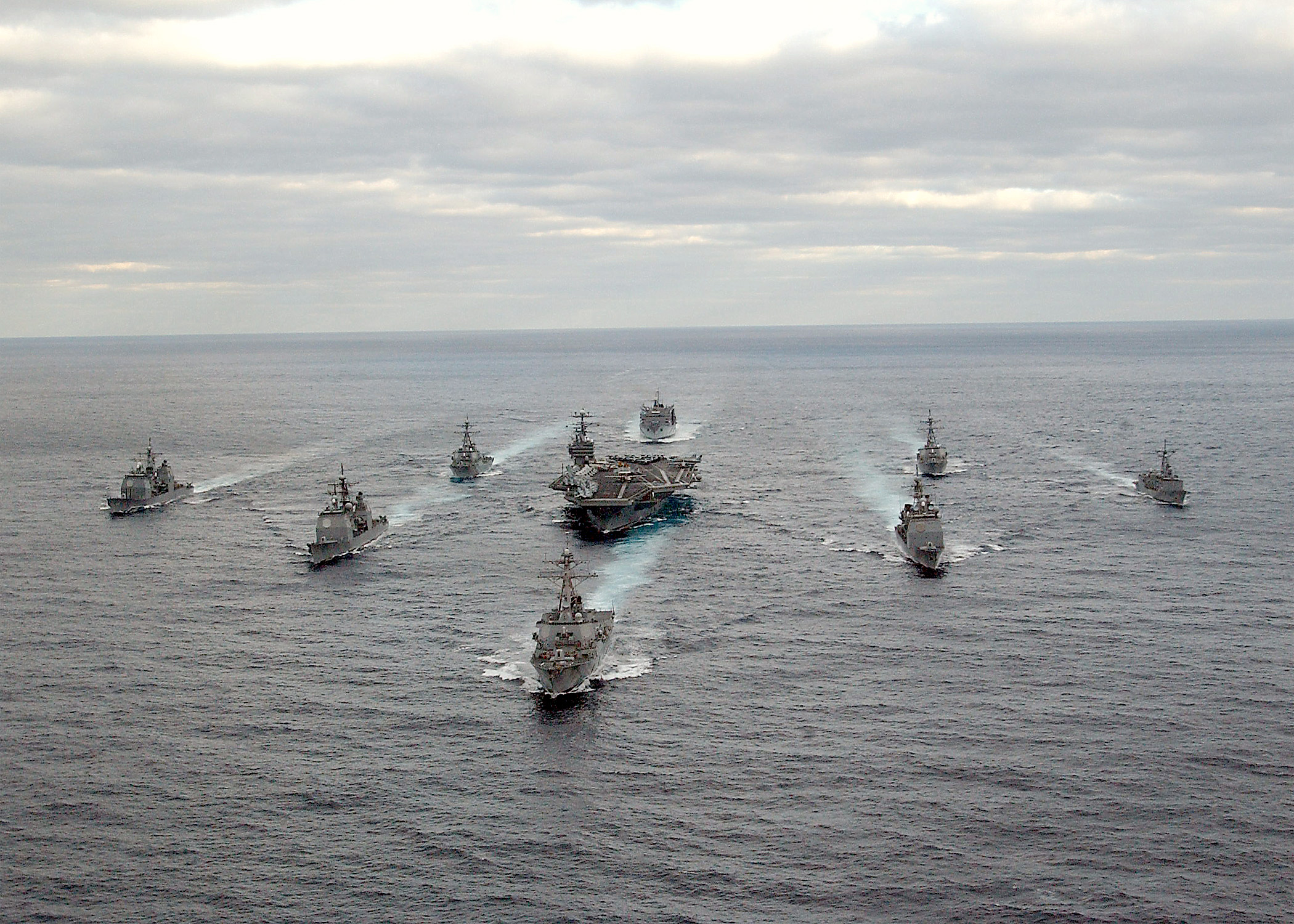
George Washington Carrier Strike Group formation sails in the Atlantic Ocean

現代航空母艦的作用大致可以分作對地攻擊、艦隊防空、投放與發射核武器、反潛作戰、反艦作戰、航空管制、空中警戒、兩棲登陸支援、電子戰、戰地指揮等。航空母艦在執行作戰任務時不會單獨行動，一般會組成一支「航空母艦戰鬥群」。2004年後，美軍將其戰鬥群改編為「航空母艦打擊群」:102。航空母艦艦隊的組成會依照其任務、作戰規模和威脅程度而有所不同，一般來說該艦隊共有三層保護：「外防區」（或稱「縱深防禦區」）、「中防區」（或稱「區域防禦區」）和「內防區」（或稱「點防禦區」）。外防區由航艦艦載機承擔，中防區則是護衛艦艇提供保護、內防區則是由航艦本身的近防武器與艦載直昇機完成:331-332。
一支航母戰鬥群會有以下編制：一艘航空母艦（為艦隊打擊力之核心，負責所有作戰指揮）、二至三艘潛艇（於航艦前方潛航，進行偵查）、四至六艘巡洋艦與驅逐艦（沒有巡洋艦的國家則以驅逐艦代替，為艦隊提供反潛防空的火力，也能發射巡弋飛彈攻擊沿岸目標。另外，美軍的數種巡洋艦和驅逐艦都有搭載神盾系統，可監視打擊群半徑500公里之上空:104）、一艘高速戰鬥支援艦（負責補給和運輸食物、燃料、彈藥），近代最大的航空母艦攻擊群行動是1991年的波斯灣戰爭，動用了6艘航空母艦來進行「沙漠風暴行動」:106。
一般來說，航空母艦會搭載數種艦載機，組成各個航空聯隊，以美軍來說，一艘航艦就有一支「航空母艦航空聯隊」，配有：F/A-18F「超級大黃蜂」戰鬥攻擊聯隊—1（14架）、F/A-18E「超級大黃蜂」戰鬥聯隊—1（14架）、F/A-18C「大黃蜂」戰鬥攻擊聯隊—2（各12架）、E/A-18G 咆哮者電子戰攻擊聯隊—1（4架）、E-2C「鷹眼式」空中預警聯隊—1（4架）、SH-60F與HH-60H海鷹式反潛聯隊—1（7架）、C-2A「灰狗式」運輸聯隊一分隊（2架）:108。
以一艘航艦上50架作戰飛機來計算，一天可以進行150架次的攻擊任務。在1991年沙漠風暴行動中，一艘航艦平均一天能夠攻擊160個左右的目標，到了2001年進攻阿富汗的行動中，採用精確導引武器下，一艘航艦一天可以攻擊的目標上升到700個左右。正常狀況下，航艦上儲存大約4000枚各類炸彈以供使用。
作为后来者，中国的航空母舰配置舰队也参考了美国的“航空母艦打擊群”舰队配置，例如：2016年日本统合幕僚监部对辽宁号航空母舰的舰队群监测，确认除本舰外，还包括2艘052C型导弹驱逐舰、1艘052D型导弹驱逐舰、2艘054A型导弹护卫舰、1艘056A型导弹护卫舰、1艘903A型综合补给舰组成，山东号航母母舰的舰队群也将配备包括055型导弹驱逐舰、052D型导弹驱逐舰、052C型导弹驱逐舰、054A型导弹护卫舰、093A型核潜艇、901型综合补给舰在内的主力战舰。之后辽宁号也是用类似山东号的舰队配置。

### 對地攻擊、反艦作戰到兩棲登陸支援

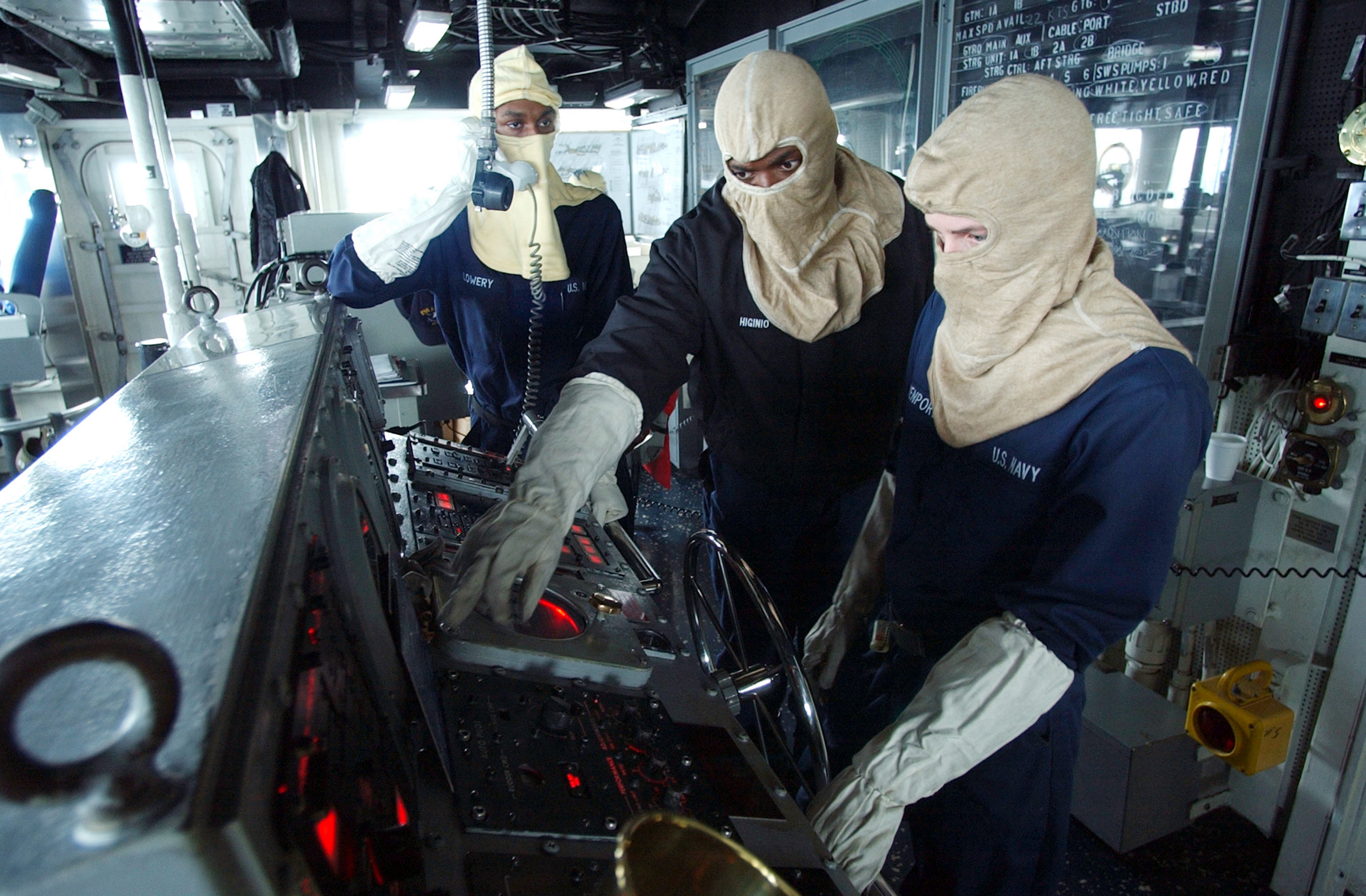
美軍掌舵的水手在實戰化軍事演習中，需穿著白色防爆燃服。

對地、對艦攻擊是二次大戰中航空母艦的主要任務。航空母艦可自視界外讓載有穿甲彈與魚雷的轟炸機起飛，飛往數百公尺乃至數公里之外對敵攻擊。航空母艦的遠程攻擊能力完全超過了曾為海軍主力的戰艦，後者因而被其取代，海戰由水面艦砲交火擴展至空中。進入冷戰時期後。由於主要假想敵的蘇聯海軍主要以彈道飛彈潛艇作為主力，故航艦往反潛發展，傳統魚雷武器也因為射程與準度皆不如興起的反艦飛彈而被取代原本用於攻擊水面艦的地位。蘇聯解體後，大規模海戰發生機率變得極低，航空母艦的功用再度回到以往的對地攻擊任務、傾向於近岸地區作戰，並以投送力量（尤其靠近海岸的目標）、支持兩棲作戰為主。以美國海軍為例，在進行攻擊任務前會先以預警機進行空中管制，再讓攻擊部隊起飛，最前方3組電戰攻擊機與護航的戰鬥攻擊機，後面再跟著4至6組攜帶炸彈和護航的戰鬥攻擊機，進行全力攻擊時約派出共50架的機群:110。航空母艦上的空中加油機還可以延伸其戰鬥攻擊機打擊距離，並達到戰術奇襲之效，反之缺乏、無法使用空中加油機、攻擊機航程因而不長的航艦多將攻擊機用於壓制敵軍反登陸火力、掩護登陸艦為主（如海獵鷹式短程/垂直起降攻擊機，其受限於垂直/短程起降而導致裝載燃料有限，航程相當地短，故以其作為艦載攻擊機之航艦多任務定位於此，搭載A-4攻擊機的巴西「聖保羅號」亦然:126）。
在近來航艦以支援登陸作戰為主要任務的理念下，其本身的設計必須盡可能讓作戰飛機出勤率與回收率提高，因此儲存燃油、彈藥庫、艦載機的空間必須增大，補給速度必須增快:145，也會有裝載海軍陸戰隊人員和登陸武器裝備的空間。舉例來說，歐洲目前最新的一艘航空母艦—「加富爾號」即是被要求擁有突出航空戰鬥能力以及能肩負兩棲作戰行動而設計的多用途航艦，也是第一艘在設計階段就特別關注其兩棲攻擊能力的航艦:148，與先前的加里波底號相比，它的機庫面積增大23％、載機數量增加80％、彈藥儲備量增加15％、燃料儲備量增加57％、排水量卻僅增加25％:146，並能搭載325名海軍陸戰隊成員:148，且為了彌補大量用於進行登陸支援的直昇機、而不能搭載制空戰鬥機的問題則以配備強大的艦對空垂直發射飛彈來彌補:149，這些性質皆專門考量到支援兩棲作戰而設計，而不同於以往航艦僅是兼任該任務的角色。
即便非為兩棲作戰所設計，航艦在登陸戰的行動中也有充分的價值。兩棲戰本身即是軍事行動中極為複雜的一種任務，兩棲遠征部隊從自軍港口出發到搶灘行動，無不充滿潛在的危險。例如，英軍在福克蘭群島戰爭中迅速組成特遣艦隊從本土往該島進發，由於阿根廷海軍的航空母艦「五月二十五日號」不具備遠程打擊大西洋航線上英軍能力，以至於後者利用時間、於航行時徹底完成作戰的準備。加上後來英軍潛艇擊沉阿軍的巡洋艦後，後者航艦即畏戰而不出港，阿軍不得不以岸基飛機攻擊福克蘭群島周圍的英軍，變成了實質的遠程作戰:324，英軍則有航艦可作海上機場來整備其戰力、以逸待勞，因而使後來的空戰結果英軍大勝，確保了福克蘭島四周的制空與制海權，完成部隊的登陸，並成功封鎖了阿軍的補給線。其他如登陸前對岸轟擊、艦載直昇機垂直空降登陸、掃除登陸地點之潛艇威脅等等，皆是航艦在兩棲戰中重要的功能。

### 核武器的使用

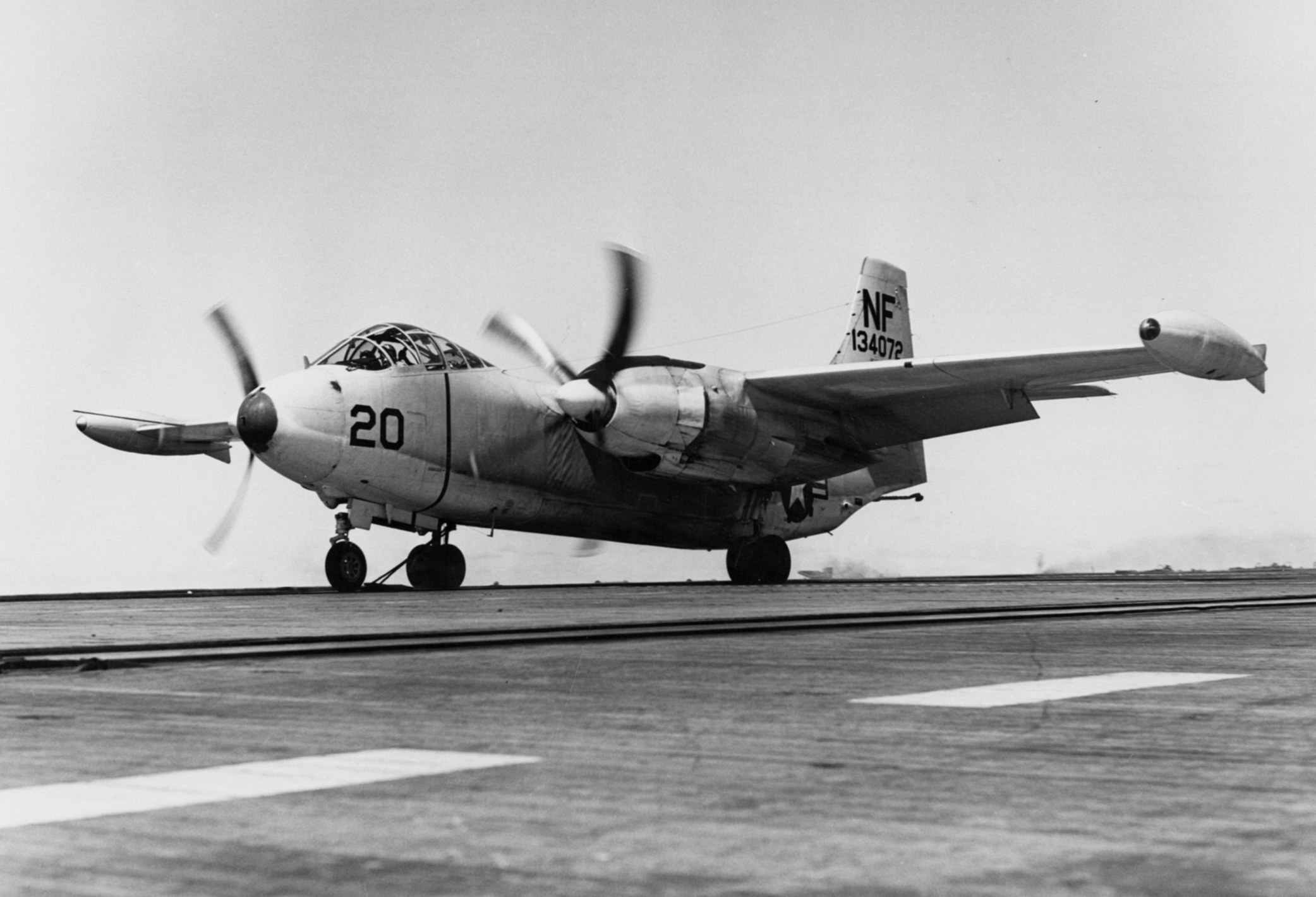
美軍的A-J「野人式」攻擊機，該機是世界上第一種專為核打擊任務而設計的艦載機。

二次大戰結束後，世界形成了分別以蘇聯和美國為首的共產主义與資本主義陣營。英美兩國著眼於歐陸上蘇聯極占優勢的傳統兵力威脅:18，在柏林封鎖事件中更是受到後者的強大壓力:23。然而相對來說，蘇聯海軍實力並不高，因此英美的航空母艦在二戰結束後的任務主要是圍繞在反潛與攻擊陸上目標兩個方向上:44。另一方面，由於戰爭結束，美軍開始大量的復員，多餘的軍艦也紛紛變為封存艦。美國海軍內部普遍相信，美國空軍（以及尚未獨立前的美國陸軍航空軍）將運用原子彈來增強其軍種的影響力，成為美國未來最主要的國防力量。然而，在1946年美國參謀長聯席會議提出的一份報告中指出，美國未來的國家安全將基於軍隊可以執行核子與非核子攻擊任務:23。當美國空軍在1947年成為第三軍種之後，軍種之間為爭奪預算和影響力（空軍覬覦海軍航空兵，陸軍想要囊括陸戰隊）的衝突開始白熱化，而核子武器與航空母艦正好是衝突的焦點。美國空軍在成立「戰略空軍司令部」之後，企圖將空中投擲核子武器的能力全部納入該指揮架構下，這個企圖直接威脅到海軍航艦與航空兵力的存續:26。空軍數位將領，包括卡爾·史巴茲與詹姆斯·杜立德都曾先後發表過「航艦無用論」的說法:27，指出「未來的戰爭不僅僅是由空軍擔任主角，而且是由戰略轟炸機來贏得。:19」在此同時，美國空軍與海軍分別有著準備大量服役的「B-36轟炸機」和將要設計建造的「美國號航空母艦」案子，兩者為爭得預算而起了激烈的爭執。
為了釐清這些爭議，美國國會對此展開聽證會，海軍與空軍在聽證會中各持己見，當時參與作證的陸軍將領歐馬·布萊德雷則以他所指揮的兩大登陸戰（西西里與諾曼地）都未見航艦的出現為理由，來陳述支持空軍的意見:29。而空軍認為他們是未來主要作戰力量來源的說法主要是在兩方面上：海軍航艦在核子武器的攻擊下，生存力與持續作戰能力堪慮（一枚核武器即可能摧毀建造成本高昂的航艦艦隊），以及當時艦載機載彈量和航程的限制，使得航艦很難安全的發起攻擊並且回收這些飛機。此外，空軍也聲稱一架B-36和平締造者轟炸機的載彈量，可以抵得過12到18架美國號航艦上轟炸機的能量:19；同時，1950年代以前的核子武器在體積和重量中都需要較大型的飛機來攜帶，連帶使得航空母艦的甲板面積與排水噸位都需要大幅提高，顯示航艦艦隊需要的預算將比以往來的高。時任美國國防部長的路易斯·阿瑟·约翰逊同意空軍的論點，於1949年4月中旬下令停止並且拆除已經安放龍骨的美國號航艦，還進一步的削減海軍現役的航艦數量。到1950年韓戰爆發前，美國海軍僅有8艘現役航艦（3艘中途島級，5艘艾塞克斯級），航空母艦的生存面臨嚴重的考驗:20。
然而，兩項先後發生的國際事件，讓航空母艦在美國海軍的地位起死回生。第一個事件是1949年蘇聯成功試爆了原子彈，使得美國軍政高層極度憂心蘇聯的擴張和可能的戰爭。另外一件是就是朝鮮半島的衝突在1950年爆發，最短時間內抵達該地區並且開始投入支援的並非美國空軍的轟炸機，而是海軍的航空母艦:44。隨著日後美國成功將核武體積微量化、輕量化的進步，就連普通的輕型艦載機亦可裝備，如A-4攻擊機、SH-3海王直昇機、S-3維京式反潛機皆可裝備B57核彈，美國也在50年代於航艦上試驗可裝載核彈頭的巡弋飛彈—「RGM-6」，而到了60年代，美軍將核打擊任務交給了潛艇，便僅在航艦上裝配少量的戰術核武。進入80年代後，美軍艦上的核武數量急速縮減，冷戰結束後許多的空射核彈頭開發計畫也跟著取消，而到了1994年，美國國防部依據艦內維護核武器成本高昂、戰略方針而決定將船艦上所有搭載的戰術核武器撤除:124。
二戰結束後海軍規模世界第二的英國是世界上最早發展核武器的國家之一，但在二戰結束後美國政府欲獨占其核武技術而通過《麥克馬洪法案》，終止給予英國的核技術支援:107。在這樣的背景下，英國還是全力發展原子能科技，美國鑑於其將可能成功研製後一改態度，重新打開英美兩國合作關係，另外1949年蘇聯成功試爆了原子彈的事實衝擊了美英法三國，美國加速研製氫彈、英國也加速其進度，最終於1952年試爆成功，當時英國飛彈技術尚未成熟，故投射平台依賴轟炸機:111、121，在1966年服役的WE177核彈被用於英海軍航空隊中，為其艦載機，如海獵鷹攻擊機、海王式直昇機都增加了對潛、對海、對地等多用途的戰術核打擊能力:120，60年代後，英國積極發展潛射彈道飛彈的核武戰力，航艦艦載機與空軍施行核打擊的角色被取代。即使如此，英國在福克蘭群島戰爭中還是有掛載反潛型WE177核彈來防止蘇聯潛艇介入該區的戰事:135。到了1998年，英軍裁減全部戰術核武，並僅以潛射平台進行核打擊:140-141。
蘇聯在發展航空母艦的過程較為曲折，一直到基輔級所裝備的雅克-38攻擊機才擁有投射核彈的能力，而庫茲涅佐夫號航空母艦的「P-700」反艦飛彈亦可裝有威力50萬噸TNT的核彈頭，但現階段俄國航艦上已無核武器<。與英美合作不同的是，法國則走上國防自主發展的路，在夏爾·戴高樂主導下，法國於1960年成功完成「藍色跳鼠」核試爆，1968年再成功研製出氫彈:163。法國首先建立戰略轟炸機作為核武投射平台，之後又先後建立了陸基與潛射彈道飛彈的戰略嚇阻武力，而到了1972年法國開始開發戰術型核武來輔助傳統武力，成果即是中程空對地飛彈「ASMP」，可攜帶爆炸當量10至30萬噸TNT核彈頭，如專為空軍與海軍艦載攻擊機「超級軍旗」所研製的核炸彈「AN-52」:178。到了2008年，法國總統尼古拉·萨科齐發表其國防方針，將以新一代的陣風戰鬥機逐步取代超級軍旗作為海軍核武載具，以AMSP改良型作為主要武器，其目前裝備的核彈頭為「TN 80」與「TN 81」核彈頭:231。
現階段，法國的戴高樂號航空母艦是全球唯一可運用艦載核武器的航空母艦:124，其他國家不是已卸除就是不具備此類武器:218。

### 反潛作戰

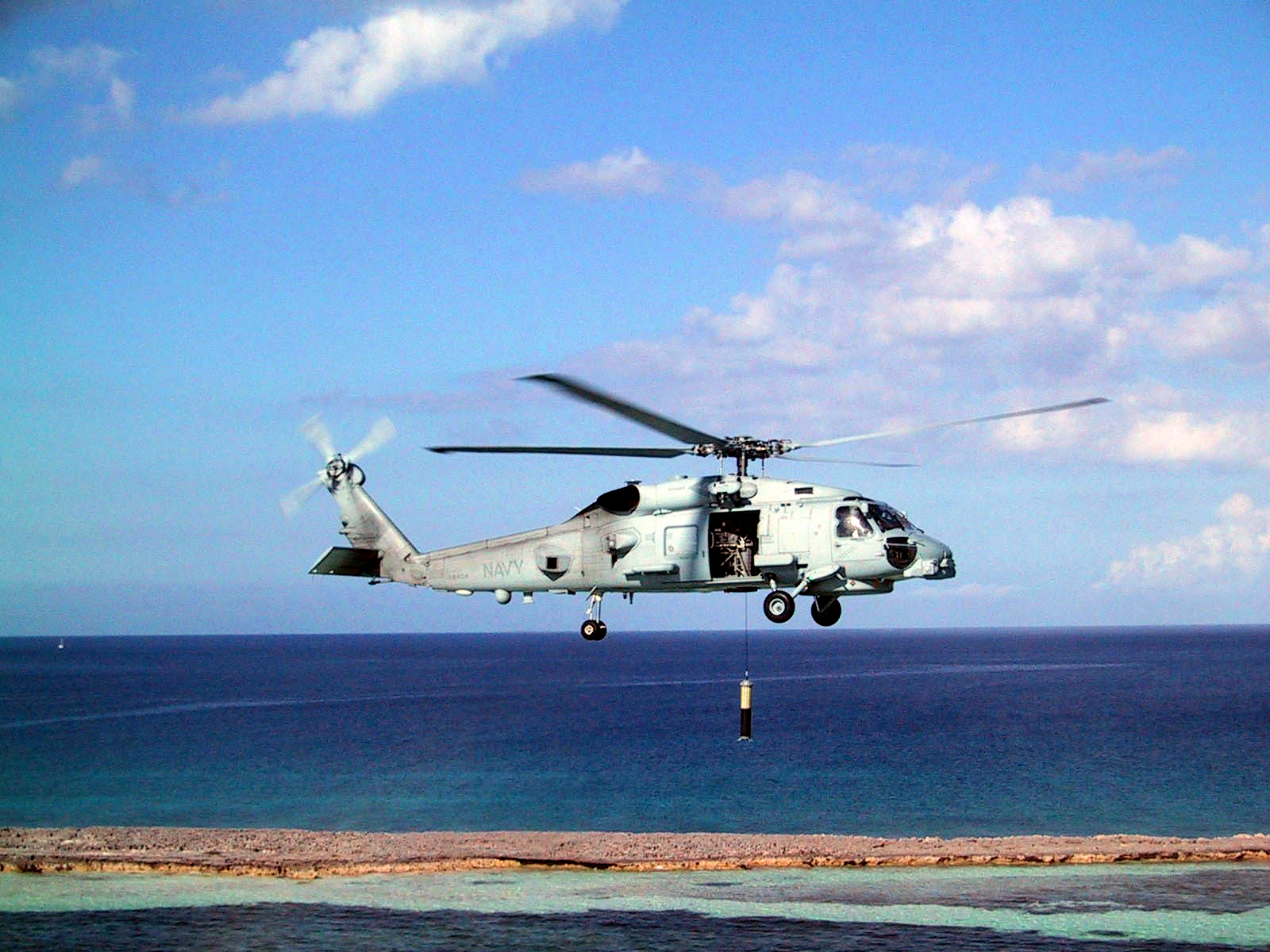
一架MH-60R直昇機正要吊放一具低頻聲納。

航空母艦的反潛作戰是利用艦載機上安裝或者是投放的設備探測、識別與定位敵軍潛艇，再以反潛武器進行攻擊的行動，也是航空母艦的主要任務之一。專司其職的「反潛機」除了攻擊外，還可以執行包括設置反潛障礙、反潛巡邏、護航與警戒等任務。相比於傳統以艦艇或是潛艇進行對潛戰鬥，反潛機能夠利用速度的優勢，在第一收斂區以外的區域活動，擁有快速佈署、攻擊範圍大、火力強、不易被潛艇所反擊等優勢:140-141，最早起源於二戰中利用輕型飛機、艦載機、水上飛機發射機砲、投擲深水炸彈或是火箭彈進行防御。
由於潛艇特有的隱蔽性，反潛機駕駛員發現目標不是件容易的事，在第二次世界大戰末期時，是否發現潛艇全倚賴於飛行員目視，由於當時的潛艇由於以柴油機驅動，下潛一段時間就必須浮上水面，在飛機上加裝探照燈來搜索依靠夜間掩護，在水面充電的潛艇，使得反潛機藉由航艦彌補了陸基飛機無法抵達的海上範圍，也同時提高了發現目標的機會。等到空載雷達的波長降低到毫米級之後，利用雷達得以增加在遠距離發現潛望鏡或者是其他細小結構的機會。然而在二戰結束後，潛艇動力方式出現了核動力，可長期待在水下執行作戰，加上武器增添了飛彈，無論是突襲能力或是攻擊能力都有相當的提高，而反潛科技也日益進步，諸如聲納浮標，沉浸聲納，磁性探測儀等系統陸續成為反潛機不可或缺的設備，發展至今已是結合網路、整合資訊的多平台一體化反潛戰體系:140-141，對敵方可能出現潛艇之海域分區搜索，或是進行跟蹤時傳遞目標訊息至水面反潛艦艇，追蹤目標的方式有投放聲納（可以由艦載機拖曳、吊放或是以浮標佈陣等方式）、利用潛艇的磁性、廢熱、核輻射或者是螺旋槳攪動改變海水特性等方式來追蹤。發現後進行攻擊，使用武器包括航空魚雷、航空水雷、航空深水炸彈和反潛導彈（此僅有俄羅斯海軍航空母艦才有）:157。

### 航空管制、艦隊防空、空中指揮

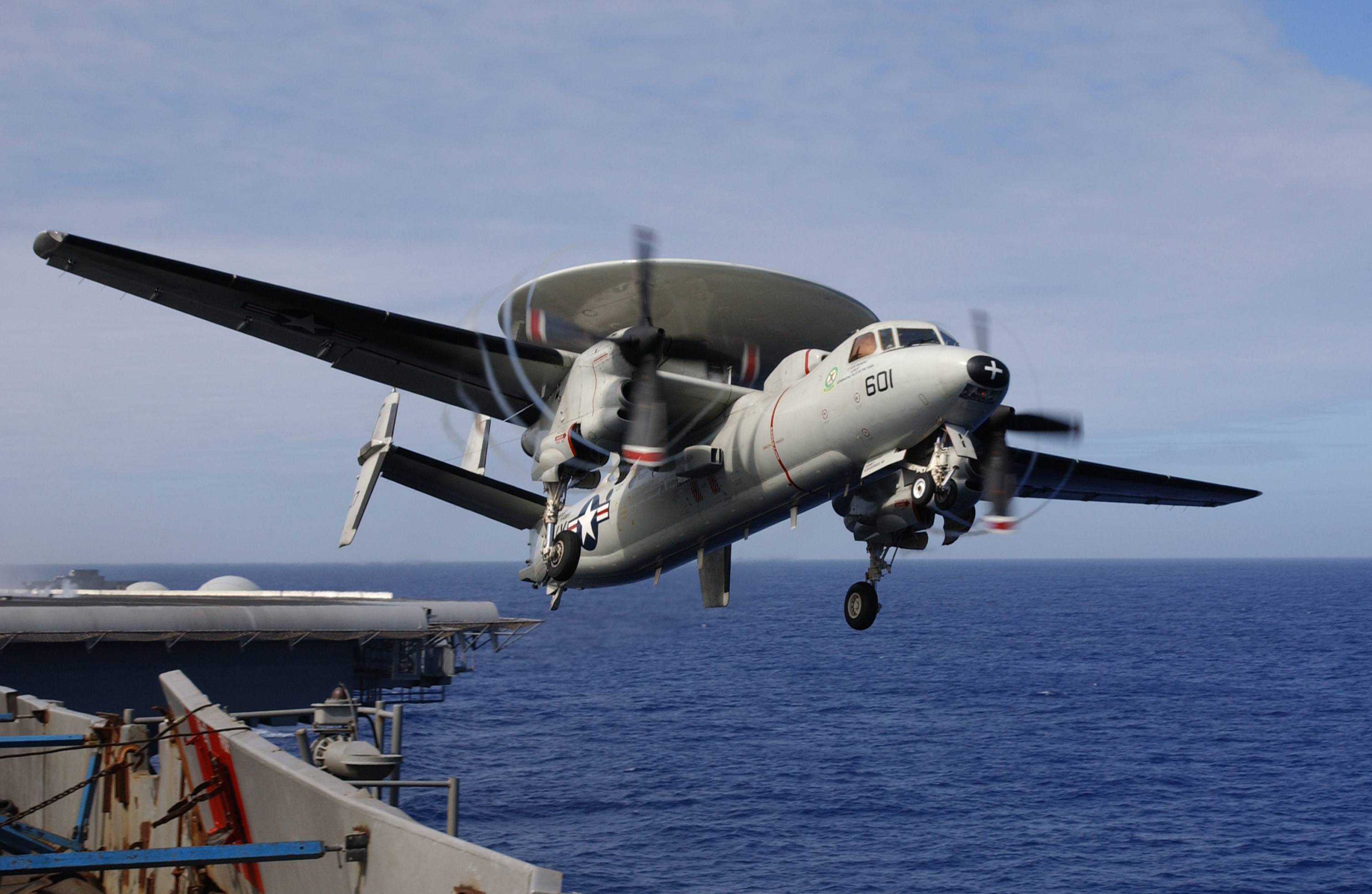
正自小鷹號上起飛的E-2C「鷹眼」式預警機。

航空母艦是一個巨大的海上移動式機場，本身要掌握其作戰範圍內的制空權，以往都是由艦上專職的戰鬥機來進行空戰，而神盾戰鬥系統誕生後，艦艇的防空能力大幅提升，戰鬥機護衛其艦隊空域的任務需求量大減，現今多交由戰鬥攻擊機或艦隊中其他的護衛艦艇來應付。
航艦執行任務時除了要控制其戰鬥空域，還必須獲得遠程地區的資訊。由於地球曲率的影響，艦載雷達會有一定的視界死角，而艦載預警機即無此問題，可在遠方進行偵查、指揮，以及為歸航、起飛攻擊飛機通信與導引（亦可導引自軍飛彈，提高其命中率與評估攻擊成果:179），可為艦載機群的空中指揮中心。現代的預警機已能全天候、大範圍海空與縱深地帶快速搜索與監視（直昇機巡邏覆蓋面積約為艦載雷達之15倍:179），其探測距離可達400公里左右:184，同時可對多目標跟蹤，故航空母艦無論是攻擊還是防禦，對於航空管制極為重要的預警機是必不可少的。英軍在福克蘭群島戰爭時由於缺乏預警機而在戰爭初期受到阿根廷空軍猛烈的飛彈攻擊而損失慘重，特別是「雪菲爾號」驅逐艦因為艦上雷達未發現超低空反艦飛彈的來襲而被擊毀一事最為出名:179。

## 外部連結
- . www.globalsecurity.org.   [2021-01-30] （英语）.
- . HowStuffWorks. 2002-08-29  [2021-01-30] （英语）.
- . www.hazegray.org.   [2021-01-30] （英语）.